# 전차의 역사

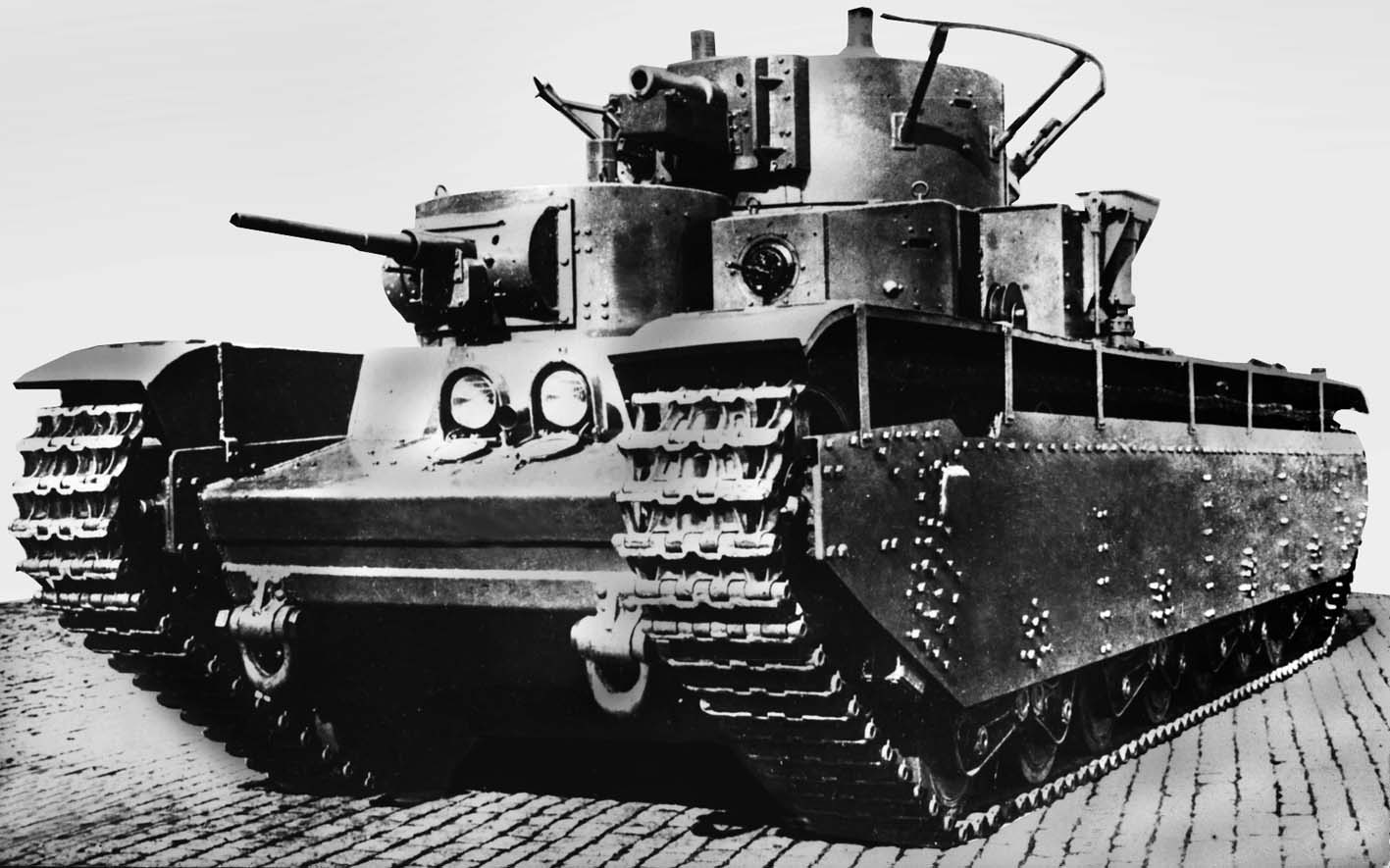
1930년대 소련의 T-35 5개 포탑 중전차

전차의 역사에는 적의 공격을 받으면서도 보호된 상태로 전진하도록 고안된 모든 차량이 포함된다.

## 시작
장갑전의 원리는 고대부터 존재했던 적의 투사체로부터 병사를 보호하려는 시도와 비교할 수 있다.
내연기관의 발달로 장갑차를 말보다 더 쉽게 운반할 수 있게 되었다. 장갑차를 사용한 최초의 흔적 중 하나는 크림 전쟁 중에 발생했다.

## 개발
제1차 세계 대전은 모든 종류의 지형을 탐색할 수 있는 장갑 자주포에 대한 새로운 요구를 창출했고, 이는 전차의 개발로 이어졌다. 전차의 전신인 장갑차의 가장 큰 약점은 이동하기 위해 평탄한 지형이 필요하다는 것이었고, 험지 돌파 능력을 위해서는 새로운 개발이 필요했다.
전차는 원래 특이한 전술적 상황, 즉 서부 전선의 스테일메이트를 해결하기 위한 특수 무기로 설계되었다. "전차는 단순한 한 가지 임무를 위해 설계된 무기였다. 참호선 사이의 무인지대를 가로질러 적의 방어선을 돌파하는 것이다." 장갑전차는 총알과 포탄 파편으로부터 보호하고, 보병 부대가 할 수 없는 방식으로 유자철선을 통과하여 교착 상태를 깰 수 있도록 고안되었다.
제1차 세계 대전 중에는 지상과 공중에서의 전쟁을 혁신할 장치에 이미 전투에 기동성과 충격 작전을 되돌릴 수단이 존재한다는 것을 인식한 사람이 거의 없었다. 이것은 내연기관이었는데, 이는 전차 개발을 가능하게 했고 궁극적으로는 옛 기병의 역할을 맡고 기관총이 전장에서 장악력을 풀도록 이끌 기계화 부대로 이어질 것이었다.
화력과 방어력이 향상된 이 기계화 부대는 불과 20년 후 제2차 세계 대전의 기갑 전력이 될 것이었다. 자주포, 병력수송장갑차, 바퀴 달린 수송 차량, 그리고 지원 항공이 모두 적절한 통신과 결합되어 현대적인 기갑 사단을 구성했을 때, 지휘관들은 기동 능력을 되찾았다.
장갑 전지형 차량에 대한 수많은 개념은 오랫동안 상상되어 왔다. 제1차 세계 대전에서 참호전의 출현과 함께, 연합국인 프랑스와 영국의 전차 개발은 대체로 병행되었고 시기적으로도 일치했다.

### 초기 개념

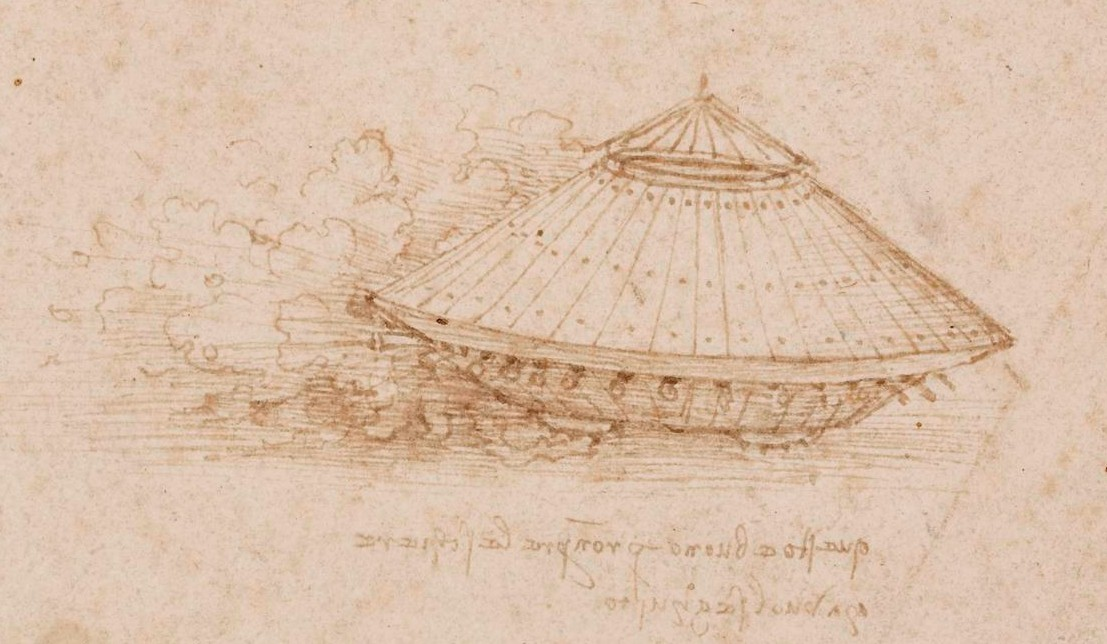
레오나르도 다 빈치가 그린 자신의 장갑 전투 차량 스케치

레오나르도 다 빈치는 종종 전차와 닮은 전쟁 기계를 발명한 공로를 인정받는다. 15세기에 얀 지슈카라는 후스파는 측면에 구멍을 통해 발사할 수 있는 대포가 장착된 장갑 마차를 사용하여 여러 전투에서 승리했지만, 그의 발명품은 20세기까지 그의 생애 이후에는 사용되지 않았다. 17세기에 고트프리트 빌헬름 라이프니츠는 추진을 위해 화약 엔진을 통합한 그의 "화력 수레"를 고안했으며, 이는 동일한 목적을 위한 20세기 내연기관의 통합을 예상했다.
1903년, 레옹 르바바쇠르(Léon Levavasseur)라는 프랑스 포병대위는 르바바쇠르 프로젝트(Lévavasseur project), 즉 무한궤도 시스템으로 움직이며 보호를 위해 완전히 장갑화된 캐논 오토프로펠서("자주포")를 제안했다.:65 80 마력의 휘발유 엔진으로 구동되는 "르바바쇠르의 기계는 3명의 승무원, 탄약 저장고, 그리고 험지 돌파 능력을 갖추고 있었을 것이다",:65 하지만 이 프로젝트의 실현 가능성은 포병 기술 위원회에서 논란이 있었고, 엔지니어 데이비드 로버츠의 혼즈비 무한궤도 트랙터가 개발되었다는 사실이 알려진 1908년에 공식적으로 포기되었다.

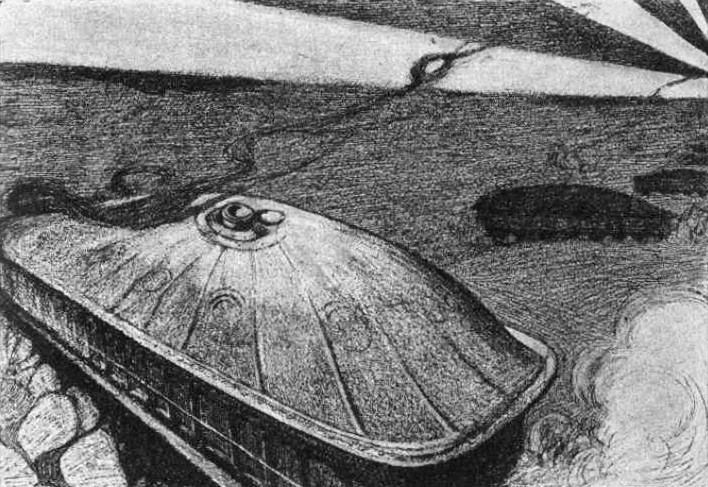
1904년 H. G. 웰스의 1903년 12월작 육상 전함 삽화, 페드레일 휠이 장착된 거대한 철갑선 모양의 육상 선박을 보여준다.

H. G. 웰스는 1903년 12월 스트랜드 매거진에 실린 단편 소설 육상 전함에서, 페드레일 휠 (자신의 영감의 원천이라고 인정한 발명품)이 장착된 크고 무장된 장갑 험지 주행 차량을 사용하여 요새화된 참호 시스템을 돌파하고 방어선을 교란하며 보병의 전진을 위한 길을 여는 것을 묘사했다.
그것들은 본질적으로 엔진을 운반하는 길고 좁고 매우 튼튼한 강철 프레임이었고, 각각 지름이 약 10피트이고 각각 구동륜이며 공통 축을 중심으로 자유롭게 회전하도록 설정된 8쌍의 큰 페드레일 바퀴 위에 실려 있었다. 이러한 배열은 지형의 윤곽에 최대한 적응할 수 있게 해주었다. 그것들은 한 발은 언덕 위에 높이 있고 다른 발은 움푹 들어간 곳에 깊이 박힌 채 지면을 따라 평평하게 기어갔으며, 심지어 가파른 산비탈에서도 스스로를 똑바로 세우고 안정적으로 옆으로 움직일 수 있었다.

대전 이전에 두 가지 실용적인 전차와 유사한 설계가 제안되었지만 개발되지 않았다. 1911년에 오스트리아인 엔지니어 장교 귄터 부르스틴은 회전 포탑에 포를 장착한 전투 차량인 모터게슈츠를 제안했다. 1912년에는 오스트레일리아인 토목 기술자 랜슬롯 드 몰의 제안에 기능적인 완전 궤도 차량의 축척 모형이 포함되었다. 이 두 가지 모두 각 정부 행정 기관에 의해 거부되었다.

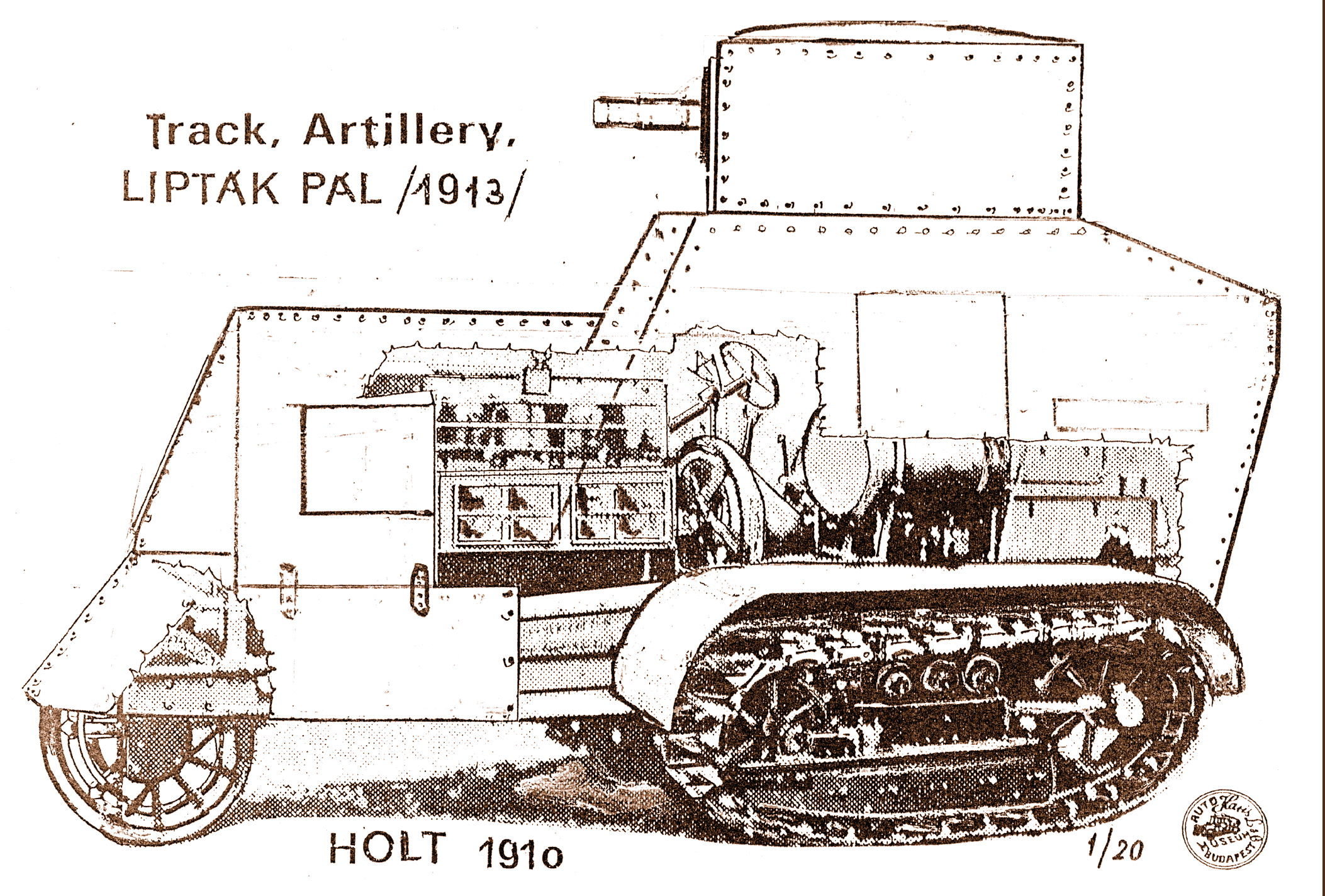
립탁 전차 (또는 립탁 하르크코치)

최초의 작동 가능한 무한궤도 여객 전투 차량이자 현대 전차는 헝가리의 발명가 팔 립탁에 의해 1913년에 제작되었는데, 당시의 전쟁용 트랙터를 특수화한 것이었다. 이 전차는 포를 위한 내장형 회전 포탑을 가지고 있었고, 한때 화염방사기도 추가되었다. 최초의 시험 발사는 1915년에 실시되었지만, 군부는 리벳이 큰 충격을 견디지 못할 것이라는 우려로 이 아이디어를 폐기했다.

### 유럽의 미국 무한궤도 트랙터

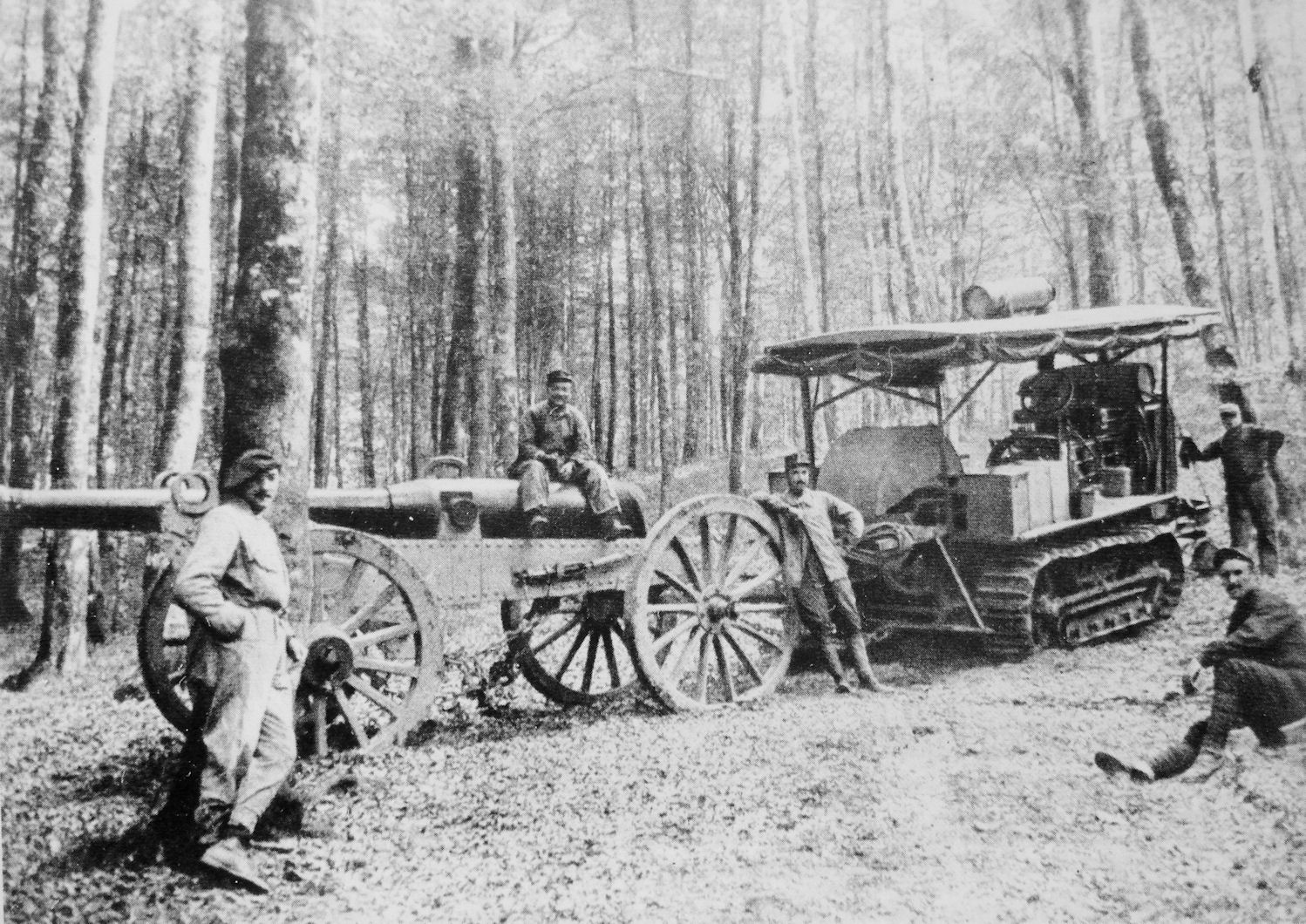
1915년 초 보주 산맥에서 프랑스군 드 방쥬 155mm 야포의 포병 트랙터로 사용되는 홀트 트랙터

캘리포니아 스톡턴의 홀트 제조 회사의 벤자민 홀트는 1907년 작동 가능한 무한궤도형 트랙터에 대한 미국 특허를 처음으로 출원했다. 이러한 혁신의 중심지는 잉글랜드였고, 1903년에 그는 진행 중인 개발에 대해 더 배우기 위해 잉글랜드를 여행했지만, 그가 본 모든 시도는 현장 시험에서 실패했다. 홀트는 알빈 올랜도 롬바르드에게 롬바르드 증기 통나무 운반차에 대한 롬바르드의 특허 하에 차량을 생산할 권리로 US$60,000 (equivalent to $1,728,222 in 2022)를 지불했다.
홀트는 스톡턴으로 돌아와 자신의 지식과 회사의 금속공학 능력을 활용하여 트랙터에 사용할 실용적인 무한궤도를 설계하고 제조한 최초의 사람이 되었다. 잉글랜드에서는 그랜섬의 혼즈비 & 선즈의 데이비드 로버츠(David Roberts)가 1904년 7월에 디자인 특허를 획득했다. 미국에서는 홀트가 40 마력 (30 kW) 홀트 증기 기관차 No. 77의 바퀴를 체인에 볼트로 고정된 한 쌍의 나무 트랙으로 교체했다. 1904년 11월 24일, 그는 로버츠 섬의 물이 고인 삼각주 지대를 쟁기질하는 개량된 기계를 성공적으로 시험했다.
제1차 세계 대전이 발발하자, 참호전 문제와 전선으로의 보급품 운송의 어려움으로 인해 무한궤도형 트랙터의 견인력은 군부의 주목을 받았다. 홀트 트랙터는 포병과 다른 보급품을 운반하기 위해 말을 대체하는 데 사용되었다. 영국 육군 수송대는 또한 전선 후방의 비포장 도로에서 긴 화물 열차를 운반하는 데 사용했다. 홀트 트랙터는 궁극적으로 영국과 프랑스 전차 개발의 영감이 되었다.
1916년까지 홀트의 캐터필러 트랙터 약 1,000대가 제1차 세계 대전에서 영국군에 의해 사용되었다. 언론과의 인터뷰에서 홀트 부사장 머레이 M. 베이커는 1916년에 사용된 영국 전차가 홀트가 제작한 것이라고 주장하며, 이 트랙터들은 약 18,000 파운드 (8,200 kg)의 무게에 120 마력 (89 kW)의 출력을 가졌다고 말했다. 전쟁이 끝날 무렵, 연합국의 전쟁 노력에 10,000대의 홀트 차량이 사용되었다.

### 프랑스
]

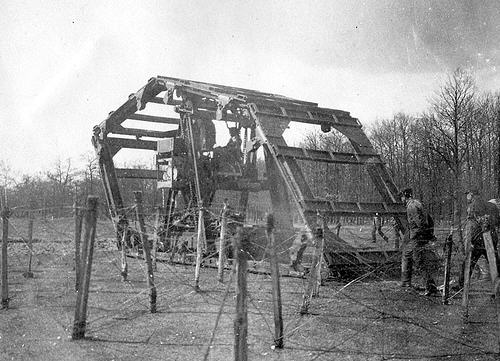
1915년 초 거대한 회전 프레임을 동력 중심부에 설치한 보일로 기관

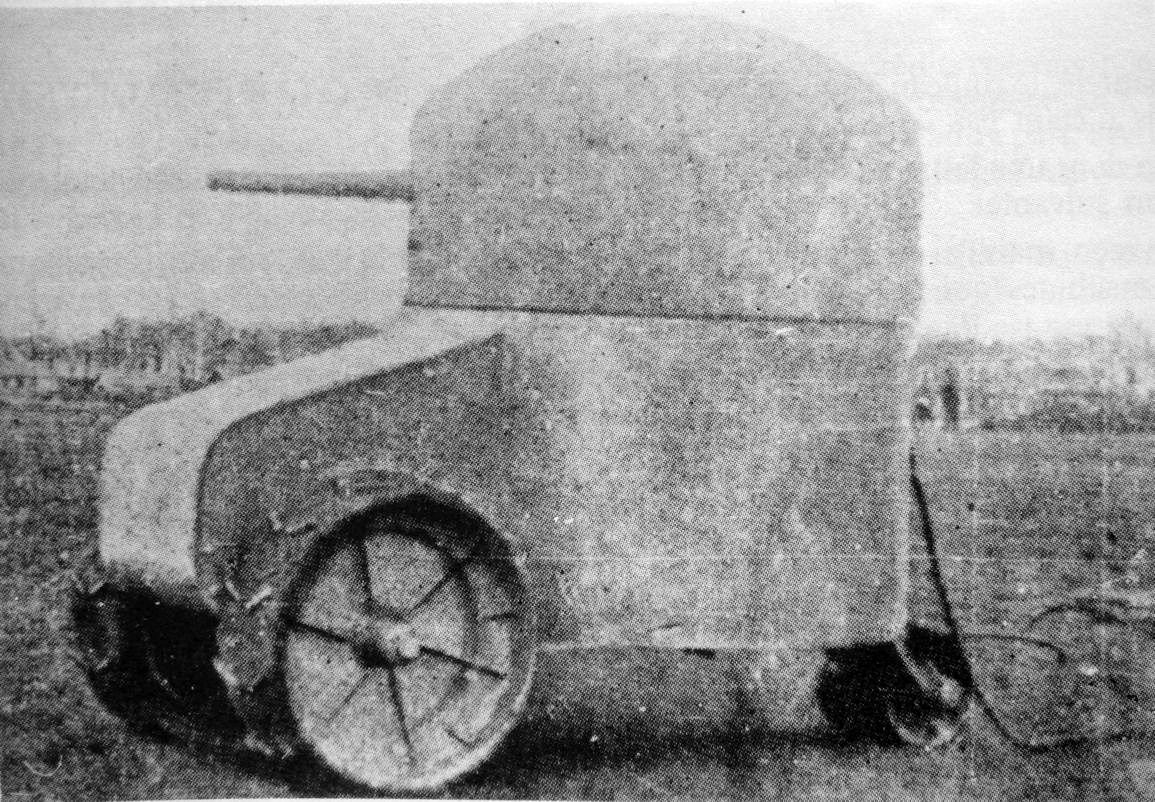
1915년, 트랙터 차체에 장착된 전기식 오브리오-가베 "요새"

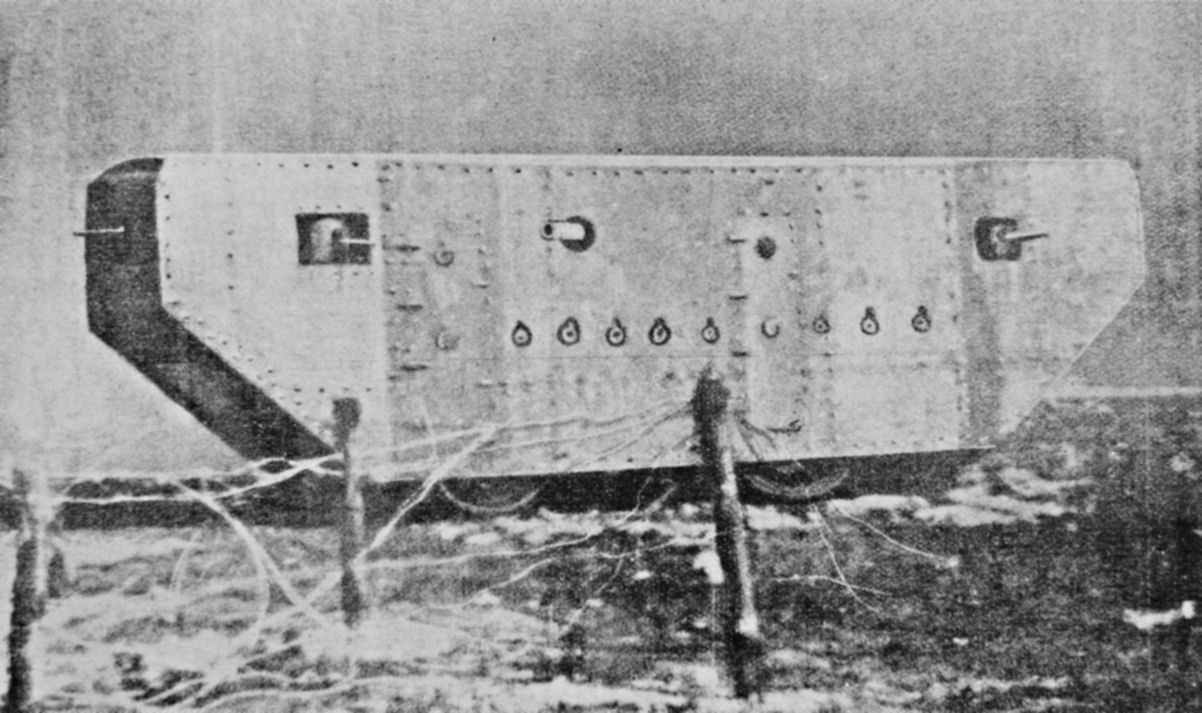
프로-라플리 육상함은 1915년 3월 28일 프랑스에서 시험되었다.

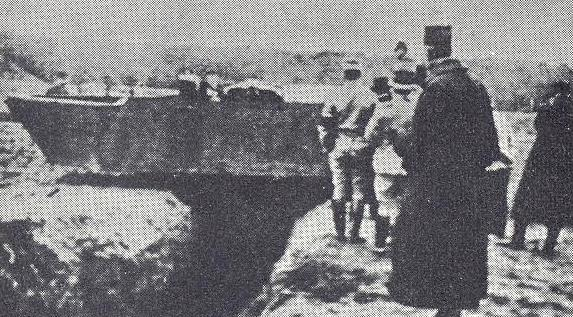
1915년 12월 9일 수앙에서 참호를 건너는 수앙 전차 시제품

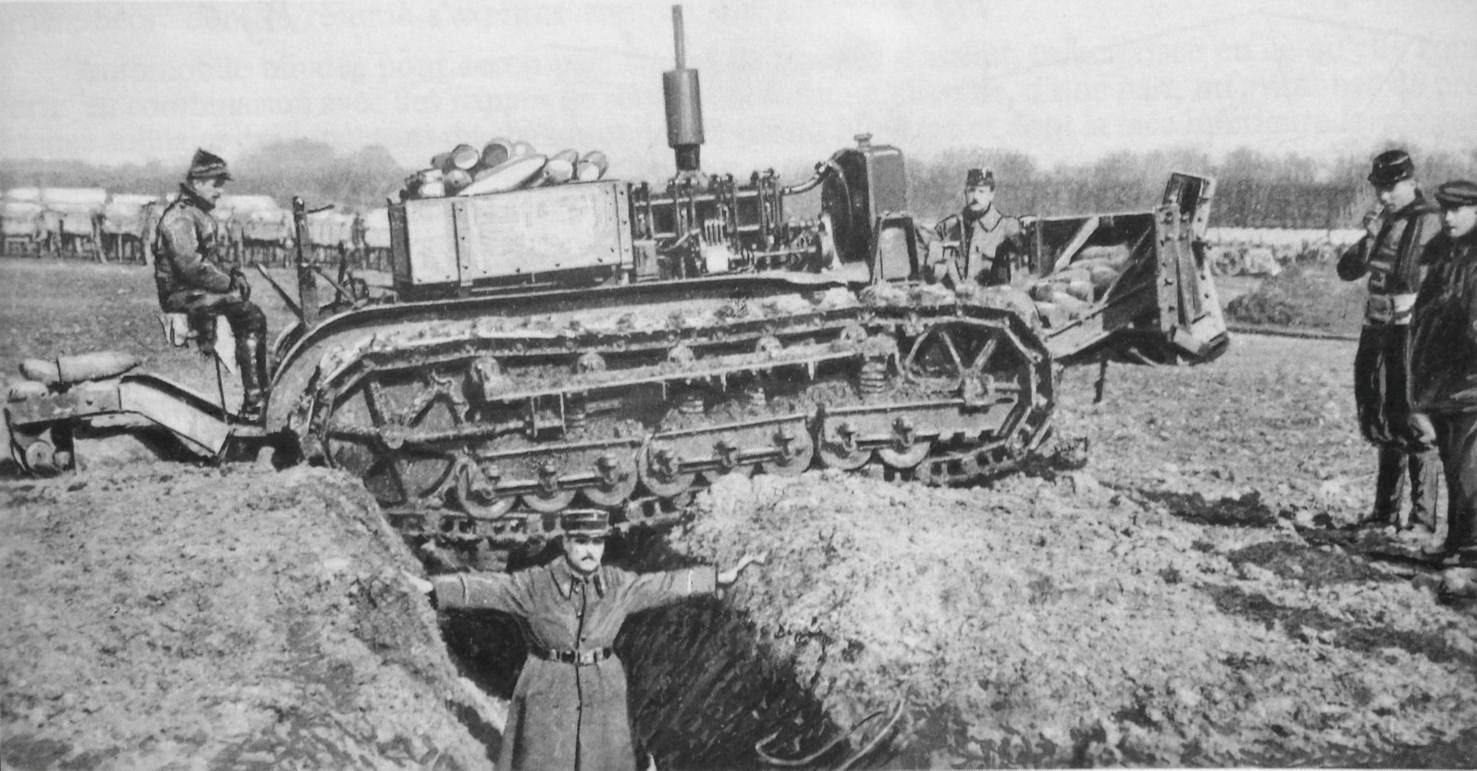
1916년 2월 21일 최종 캐터필러 시험, 2월 25일 슈나이더 CA1 전차의 대량 주문 전

프랑스 대령 장 바티스트 외젠 에스티엔은 1914년 8월 24일 험지 기동 장갑차의 비전을 명확히 했다.
"이 전쟁의 승리는 모든 종류의 지형에서 움직일 수 있는 차량에 대포를 먼저 장착하는 교전국에게 돌아갈 것이다."— 대령 장 바티스트 외젠 에스티엔, 1914년 8월 24일.

제1차 세계 대전 발발 직후, 일부 민간 소유 홀트 트랙터는 프랑스 육군에 의해 험난한 지형에서 중포를 견인하는 데 사용되었으나, 프랑스는 홀트 트랙터를 대량으로 구매하지 않았다. 나중에 에스티엔에게 캐터필러 트랙에 장갑 차체를 설계하도록 영감을 준 것은 영국군이 사용하는 것을 본 것이었다. 그동안 독일의 철조망과 참호를 극복할 수 있는 차량을 설계하려는 여러 시도가 있었다.
1914년부터 1915년까지, 보일로 기관으로 초기 실험이 이루어졌는데, 목적은 유자철선 방어물을 평탄하게 하고 전장의 틈을 넘는 것이었다. 이 기계는 4×3 미터 금속 프레임으로 이루어진 거대한 평행 무한궤도로 구성되어 있었고, 삼각형 모양의 동력 중심부를 중심으로 회전했다. 이 장치는 너무 약하고 느렸으며, 방향을 쉽게 바꿀 수 없어 포기되었다.
프랑스에서는 1914년 12월 1일, 국영 북부 운하 회사의 엔지니어인 폴 프로(Paul Frot)가 프랑스 국방부에 중장비 또는 롤러가 달린 다짐기의 동력화에 기반한 장갑 및 무장 "육상함" 설계를 제안했다. 프로-라플리는 1915년 3월 18일에 시험되었고, 유자철선을 효과적으로 파괴했지만, 기동성이 부족하다고 판단되었다. 이 프로젝트는 에스티엔 장군의 트랙터 기반 개발인 "트랙퇴르 에스티엔"에 찬성하여 포기되었다.
1915년에는 오브리오-가베 "요새"(Fortin Aubriot-Gabet)와 같이 거친 트레드를 가진 큰 바퀴가 달린 농업용 트랙터의 험지용 차체에 강력한 장갑과 무장을 장착한 차량을 개발하려는 시도도 있었다. 이 차량은 전기(전원 케이블 포함)로 구동되었고, 37mm 해군 대포로 무장했지만, 이 역시 비실용적임이 입증되었다.
1915년 1월, 프랑스 무기 제조업체인 슈나이더 & Co.는 수석 디자이너인 외젠 브리리에를 영국에서 기계식 와이어 절단기 프로젝트를 위한 시험 프로그램에 참여하고 있던 미국 홀트 제조 회사의 궤도형 트랙터를 조사하기 위해 보냈다. 스페인용 장갑차 설계에 이전에 참여했던 브리리에는 돌아와서 회사 경영진에게 베이비 홀트 섀시를 기반으로 한 트랙퇴르 블라인드 에 아르메(장갑 무장 트랙터) 개발 연구를 시작하도록 설득했고, 두 대가 주문되었다.
홀트 무한궤도에 대한 실험은 1915년 5월 슈나이더 공장에서 75마력 바퀴 구동 모델과 45마력 일체형 무한궤도 베이비 홀트로 시작되었으며, 후자의 우수성이 입증되었다. 6월 16일에는 프랑스 공화국 대통령이, 9월 10일에는 페루스 사령관이 참관한 새로운 실험이 이어졌다. 1915년 12월 9일 수앙에서 에스티엔 대령이 참여한 프랑스군에게 최초의 완전한 장갑 차체가 시연되었다.:68
12월 12일, 슈나이더의 실험을 알지 못한 에스티엔은 최고사령부에 궤도 차량으로 무장한 기갑 부대 편성을 위한 계획을 제시했다. 그는 슈나이더와 연락을 취했고, 1916년 1월 31일자 서한에서 총사령관 조프르는 브리리에와 에스티엔이 설계한 전차 400대 생산을 명령했다. 실제 슈나이더 CA1 400대 생산 명령은 1916년 2월 25일에 조금 더 늦게 내려졌다. 곧이어 1916년 4월 8일, 생샤몽 전차 400대 추가 주문이 이루어졌다. 슈나이더는 생산 일정을 맞추는 데 어려움을 겪었고, 전차 인도는 1916년 9월 8일부터 여러 달에 걸쳐 진행되었다. 생샤몽 전차는 1917년 4월 27일부터 인도되기 시작할 것이다.

### 영국

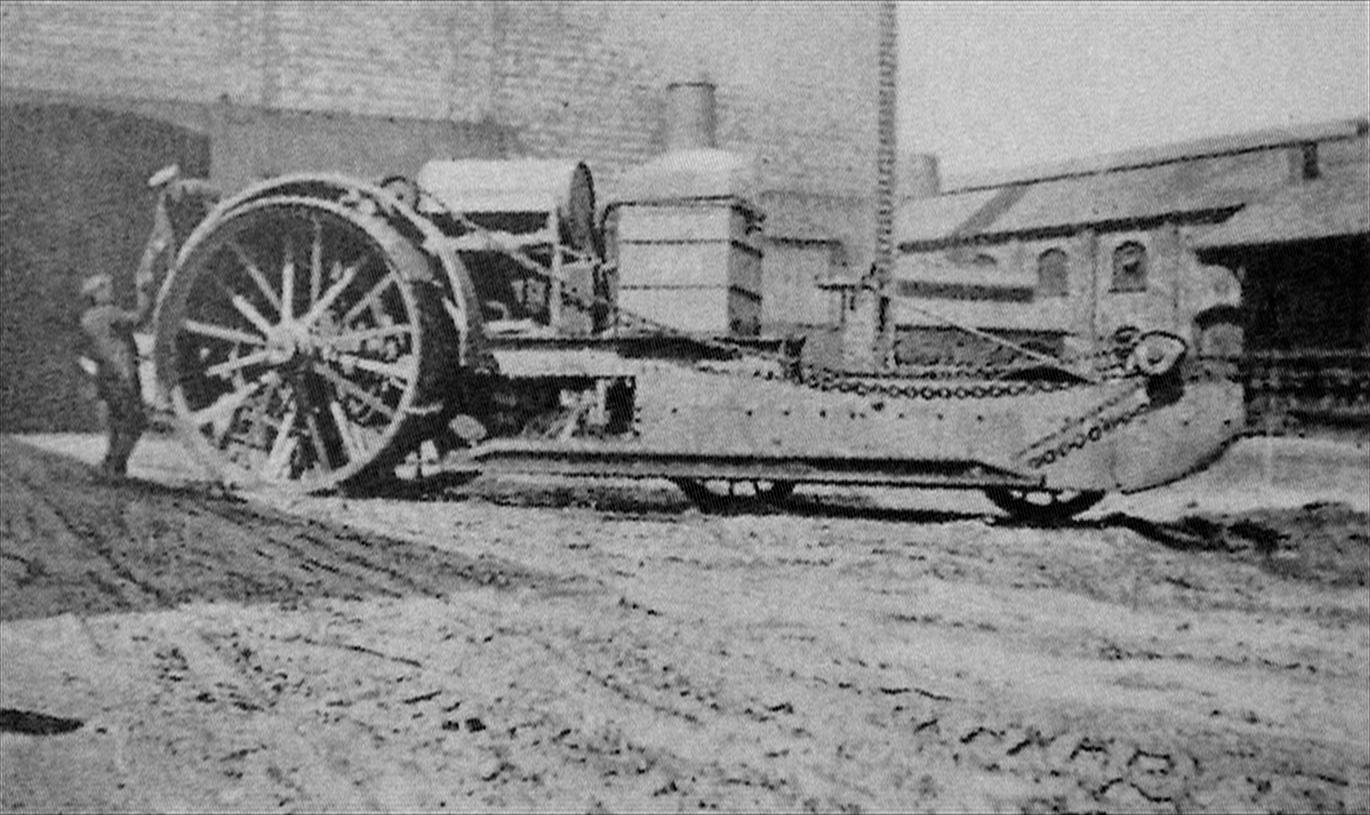
1915년 5월 트리턴 참호 횡단기

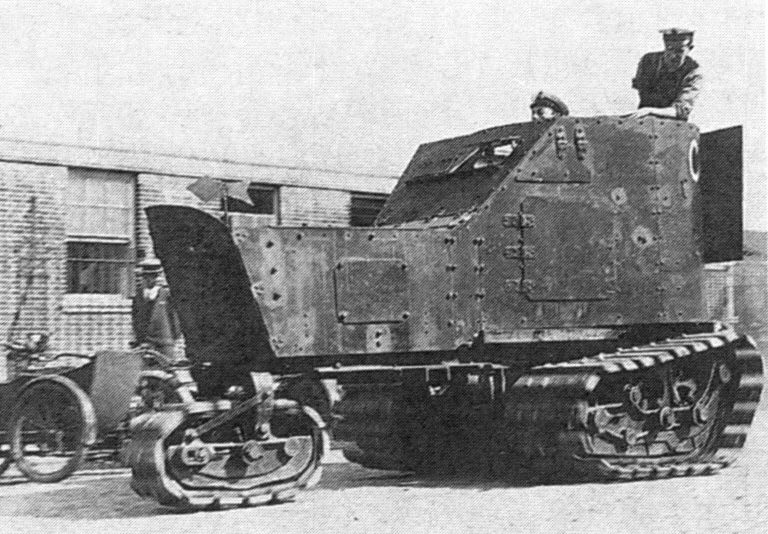
1915년 6월 30일 실험 직후 딜로네-벨빌 장갑차 차체를 장착한 킬렌-스트레이트 트랙터

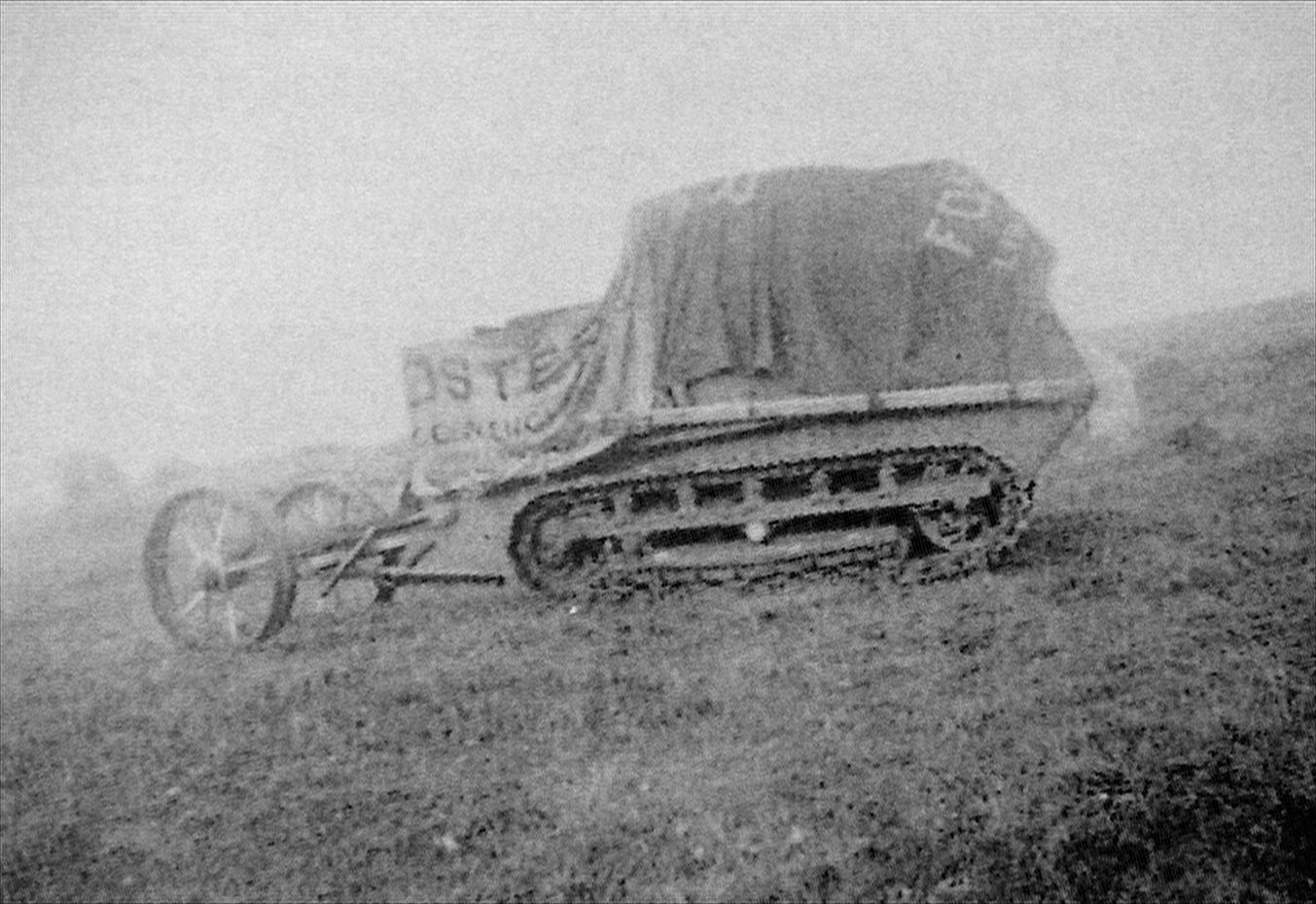
1915년 9월, 불록 트랙과 크리핑 그립 트랙터 서스펜션이 길어진 제1호 링컨 기관

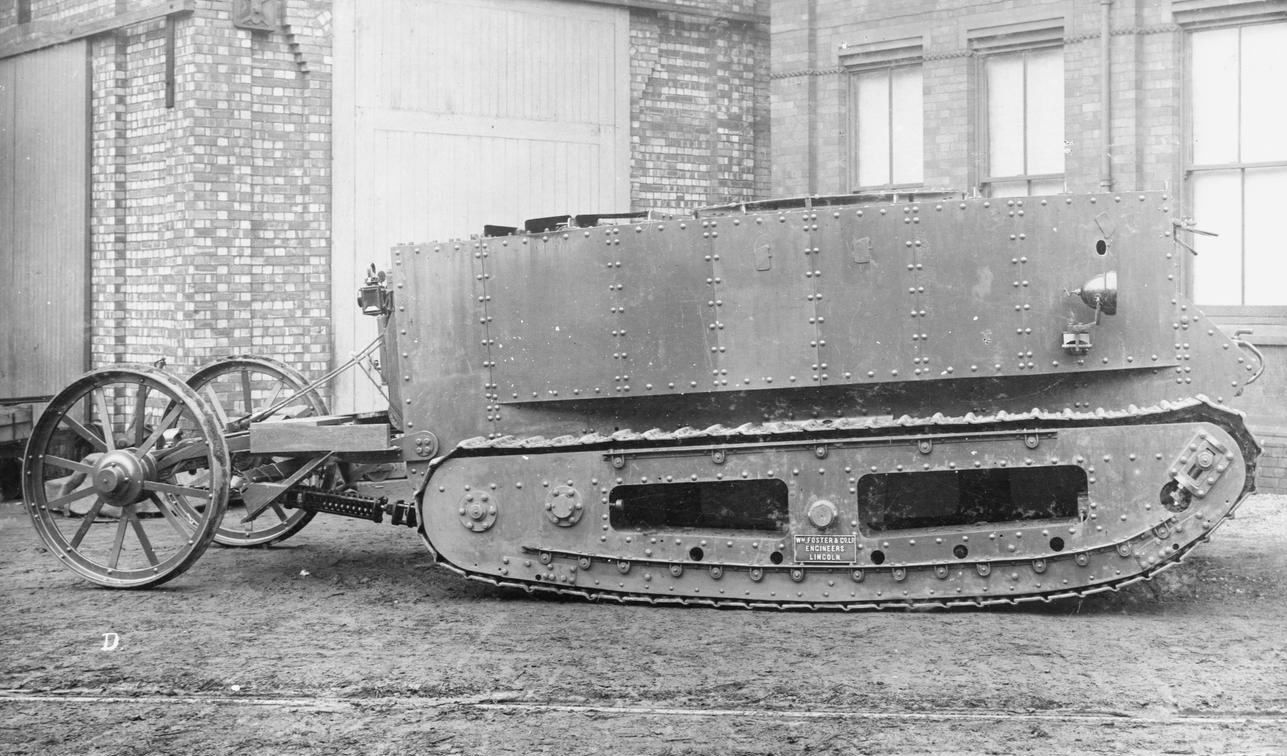
1915년 12월 리틀 윌리 설계도

1914년, 영국 전쟁성은 홀트 트랙터를 주문하여 올더숏에서 시험을 거쳤다. 105 마력 (78 kW) 포스터-다임러 트랙터만큼 강력하지는 않았지만, 75 마력 (56 kW) 홀트 트랙터는 고르지 않은 지형에서 무거운 짐을 운반하는 데 더 적합했다. 짐이 없을 때 홀트 트랙터는 4 마일 매 시 (6.4 km/h)의 보행 속도를 냈고, 짐을 견인할 때는 2 마일 매 시 (3.2 km/h)를 낼 수 있었다. 가장 중요한 것은 홀트 트랙터를 대량으로 쉽게 구할 수 있었다는 점이다. 전쟁성은 만족하여 이를 대포 견인차로 선택했다.
1914년 7월, 영국 영국 왕립 공병대 장교인 어니스트 스윈턴 중령은 친구로부터 안트베르펜에서 홀트 트랙터가 험지에서 물자를 수송하는 능력을 보았다는 소식을 듣고 그 정보를 수송 부서에 전달했다.:12:590 제1차 세계 대전이 발발하자 스윈턴은 육군 종군 기자로 프랑스에 파견되었고, 1914년 10월에 자신이 "기관총 파괴자"라고 묘사한, 험지 기동이 가능한 무장 차량의 필요성을 확인했다.:116:12 그는 홀트 트랙터를 기억해내고 그것이 장갑차의 기초가 될 수 있다고 판단했다.
스윈턴은 영국 제국 국방위원회 서기인 모리스 행키 경에게 편지를 보내 적의 총을 파괴할 수 있는 동력 구동의 방탄 궤도 차량을 위원회에서 제작할 것을 제안했다.:129 행키는 이 아이디어에 미온적이었던 전쟁성을 설득하여 1915년 2월 17일 홀트 트랙터로 시험을 하게 했지만, 캐터필러는 진흙에 빠졌고 프로젝트는 포기되었으며, 전쟁성은 조사를 중단했다.:25:129
1915년 5월, 전쟁성은 참호 횡단 기계인 트리턴 참호 횡단기에 대한 새로운 시험을 실시했다. 이 기계는 지름 8 ft (2.4 m)의 큰 트랙터 바퀴를 장착하고 있었고, 참호 위에 내려놓는 무한 사슬에 거더를 운반하여 뒷바퀴가 그 위를 굴러갈 수 있게 했다. 그런 다음 기계는 평탄한 지형에 도달할 때까지 거더를 뒤로 끌고 가서 차량 앞에 다시 제자리에 놓을 수 있도록 후진했다. 이 기계는 너무 번거로움이 입증되어 포기되었다.:143–144
윈스턴 처칠, 해군 장관이 장갑 트랙터 아이디어를 알게 되자, 그는 홀트 트랙터 사용 아이디어에 대한 조사를 다시 시작했다. 영국 왕립 해군과 (1915년 2월 20일에 설립된) 육상함 위원회는 마침내 "육상함"의 일종으로 장갑 트랙터의 실험 및 시험을 후원하기로 합의했다. 3월, 처칠은 18척의 실험용 육상함 건조를 명령했다. 12척은 디플록 페드레일 (머레이 수터가 제안한 아이디어)을 사용하고, 6척은 큰 바퀴 (토마스 제라드 헤더링턴의 아이디어)를 사용했다.:25 그러나 나무 모형이 만들어진 후 바퀴가 비실용적이라고 판단되어 건설은 진행되지 않았다. 바퀴는 원래 지름 40피트로 계획되었지만, 15피트에서도 여전히 너무 크고 너무 약한 것으로 판명되었다.:26–27 페드레일 역시 산업적 문제에 부딪혔고, 시스템은 너무 크고 복잡하며 출력이 부족하다고 판단되었다.:26
영국 정부는 홀트 트랙터를 사용하는 대신, 포스터 앤 선즈라는 영국 농업 기계 회사를 참여시키기로 결정했는데, 이 회사의 전무이사 겸 디자이너는 윌리엄 트리턴 경이었다.
1915년 6월까지 이러한 모든 프로젝트가 실패하자, 거창한 육상함 아이디어는 포기되었고, 관절형 차체에 필요하다고 여겨지는 미국 불록 크리핑 그립(Bullock Creeping Grip) 캐터필러 트랙 두 개를 연결하여 시도하기로 결정되었다. 1915년 7월에 이루어진 시험에서 실험은 실패했다.:25
미국 킬렌-스트레이트 궤도형 트랙터로 또 다른 실험이 진행되었다. 와이어 절단 메커니즘은 성공적으로 장착되었지만, 차량의 참호 횡단 능력은 불충분했다. 딜로네-벨빌 장갑차 차체가 장착되어 킬렌-스트레이트 장갑 트랙터가 최초의 장갑 궤도 차량이 되었지만, 전천후 전투 요구 사항을 충족할 수 없는 막다른 골목으로 판명되어 프로젝트는 포기되었다.:25
이러한 실험 후, 위원회는 관절형 버전의 절반에 해당하는 더 작은 실험용 육상함을 만들고, 길어진 미국제 불록 크리핑 그립(Bullock Creeping Grip) 캐터필러 트랙을 사용하기로 결정했다.:27 이 새로운 실험용 기계는 제1호 링컨 기관(No1 Lincoln Machine)이라고 불렸고, 1915년 8월 11일에 건설이 시작되었으며, 1915년 9월 10일에 첫 시험이 시작되었다.:26 그러나 이 시험은 만족스럽지 못한 트랙으로 인해 실패했다.
윌리엄 트리턴이 설계한 새로운 재설계된 트랙으로 개발은 계속되었고, 이제 리틀 윌리로 이름이 바뀐 기계는 1915년 12월에 완성되어 1915년 12월 3일에 시험되었다. 그러나 참호 횡단 능력이 불충분하다고 판단되었고, 월터 고든 윌슨은 마름모형 디자인을 개발했다. 이는 "폐하의 육상함 센티페드"로, 나중에는 "마더"로 알려지게 되었으며, 진정한 전차의 "빅 윌리" 유형 중 첫 번째가 되었다. 1916년 1월 29일 완성 후 매우 성공적인 시험이 이루어졌고, 1916년 2월 12일 전쟁성은 프랑스 서부 전선에 사용할 100대 주문을,:590:129 1916년 4월에는 50대 추가 주문을 했다.
프랑스는 1915년 1월부터 캐터필러 무한궤도를 연구하기 시작했고, 실제 시험은 1915년 5월에 시작되었다. 이는 리틀 윌리 실험보다 두 달 빠른 것이었다. 수앙 실험에서 프랑스는 리틀 윌리가 완성된 같은 달에 장갑 궤도 전차 시제품을 시험했다. 그러나 궁극적으로 영국이 1916년 9월 솜 전투에서 전차를 전장에 투입한 최초의 국가였다.

### 전차 이름의 유래
"전차(tank)"라는 이름은 1915년 12월 보안 조치로 도입되었으며, 여러 언어에서 채택되었다. 윌리엄 트리턴은 1915년 8월부터 시제품이 제작될 때 의도적으로 그 실제 목적을 숨기기 위해 거짓으로 설명했다고 밝혔다. 작업장에서는 서류상으로 그들을 "물 운반기"라고 묘사했는데, 이는 메소포타미아 전역에서 사용될 것이라고 가장한 것이었다. 대화에서 작업자들은 그들을 "물탱크" 또는 단순히 "탱크"라고 불렀다. 10월에 육상함 위원회는 보안상의 이유로 자체 이름을 덜 설명적인 것으로 변경하기로 결정했다.
위원 중 한 명인 어니스트 스윈턴은 "탱크"를 제안했고, 위원회는 동의했다. 이후 "탱크"라는 이름은 공식 문서와 일반적인 용어에서 사용되었고, 육상함 위원회는 전차 보급 위원회로 개칭되었다. 이것은 때때로 최초의 생산 전차 (1916년 2월 주문)에 러시아어로 된 설명이 붙은 것과 혼동된다. 그것은 "페트로그라드에 조심해서"라고 번역되었는데, 아마도 포스터 공장 직원들에게서 영감을 받은 것으로 보인다. 일부 직원들은 이 기계가 러시아를 위한 제설기라고 믿었으며, 1916년 5월 15일부터 도입되었다. 위원회는 독일인들을 오도할 수도 있으므로 이러한 오해를 계속 유지하는 것을 기꺼이 받아들였다.
전차 개발의 해군적 배경은 해치, 선체, 함수, 포트와 같은 해상 용어들이 전차 용어로 사용된 이유를 설명한다. 전차 개발을 둘러싼 엄청난 비밀주의와 보병 지휘관들의 회의론은 보병이 처음에는 전차와 협력하기 위한 훈련을 거의 받지 못했음을 의미했다.

### 러시아

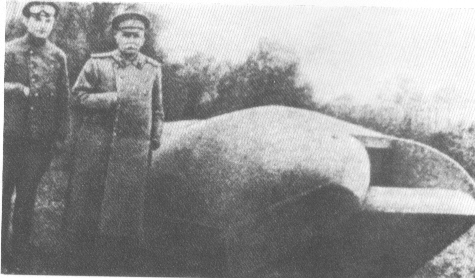
1915년 러시아 베즈데호드 전차 시제품

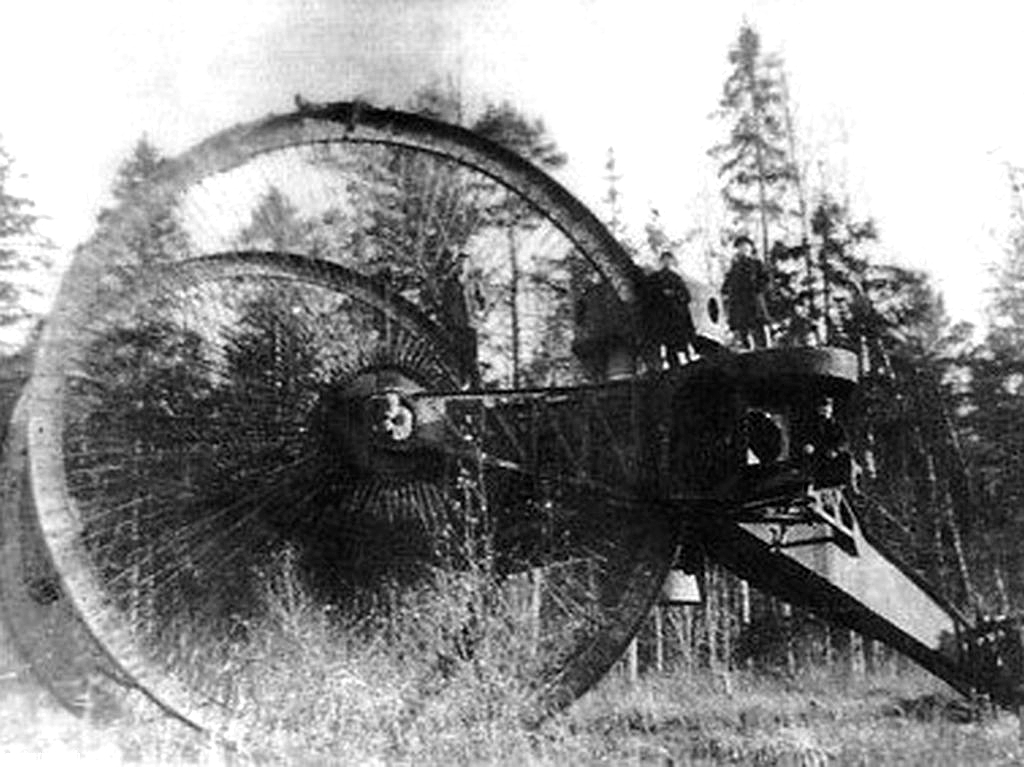
차르 전차

조선소 엔지니어인 바실리 멘델레예프는 1911년부터 1915년까지 개인적으로 초중전차 멘델레예프 전차의 설계를 연구했다. 그것은 170톤의 중장갑 궤도 차량이었고 120mm 해군포 1문으로 무장했다. 이 설계는 현대 주력전차의 표준 특징이 된 많은 혁신을 구상했다. 차량의 방어는 잘 고려되었고, 포에는 자동 장전 메커니즘이 포함되었으며, 공기 서스펜션으로 차고 조절이 가능했고, 일부 핵심 시스템은 이중화되었으며, 기관차나 어댑터 바퀴를 사용하여 철도 운송이 가능했다. 그러나 비용은 잠수함과 거의 맞먹었을 것이고, 이 전차는 결코 건조되지 않았다.
베즈데호드는 항공 엔지니어 알렉산드르 포로호프시치코프가 설계한 소형 험지 주행 차량으로, 10마력 엔진으로 구동되는 단일 넓은 고무 트랙 위를 주행했다. 양쪽에 두 개의 작은 바퀴가 조향을 위해 제공되었지만, 차량이 지형을 잘 횡단할 수 있었음에도 불구하고 조향은 비효과적이었다. 혁명 후 러시아에서 베즈데호드는 선전에서 최초의 전차로 묘사되었다.
설계자의 이름을 따서 레베덴코 전차라고도 알려진 차르 전차는 9m 높이의 전방 바퀴가 달린 세발자전거형 차량이었다. 이러한 큰 바퀴는 어떤 장애물도 넘을 수 있을 것으로 예상되었지만, 결함 있는 설계로 인해 무게 대부분이 작은 후방 바퀴에 집중되어 1915년 시험에서 진흙에 박혔다. 설계자들은 더 큰 엔진을 장착할 준비가 되어 있었지만, 프로젝트와 차량은 포기되었다.

### 독일
전쟁성 제 7국 일반교통 및 군수송부 전차는 제1차 세계 대전 중 실제 전투를 경험한 유일한 독일 전차였다. 1917년 초 시험용 시제품이 제작되었고, 같은 해 10월부터 차량 생산이 시작되었다. 1918년 3월부터 약 6차례 사용되었다. 단 20대만이 생산되었다. 독일은 또한 다른 시제품 전차들을 개발 중이었을 뿐만 아니라 여러 다른 프로젝트들을 계획 중이었다.

## 작전 운용

### 제1차 세계 대전

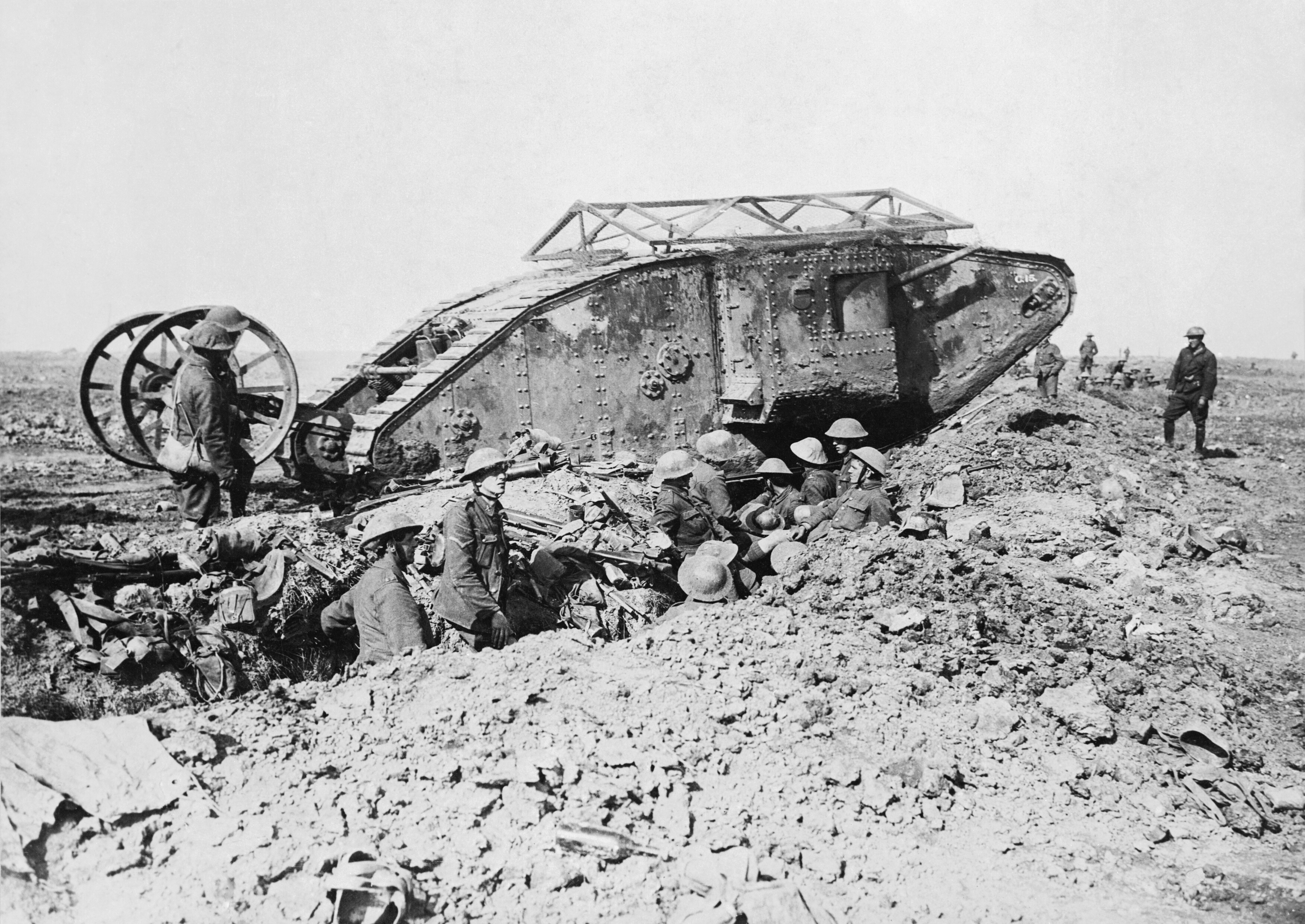
1916년 9월 26일 전투 중인 영국 마크 I 전차 (왼쪽에서 오른쪽으로 이동 중). 어니스트 브룩스 촬영.

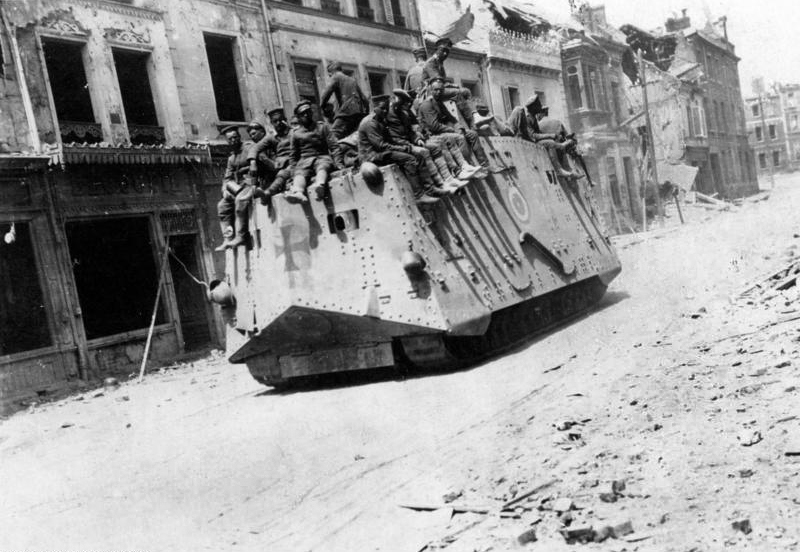
1918년 3월 21일 루아예에 있는 독일 전쟁성 제 7국 일반교통 및 군수송부 전차

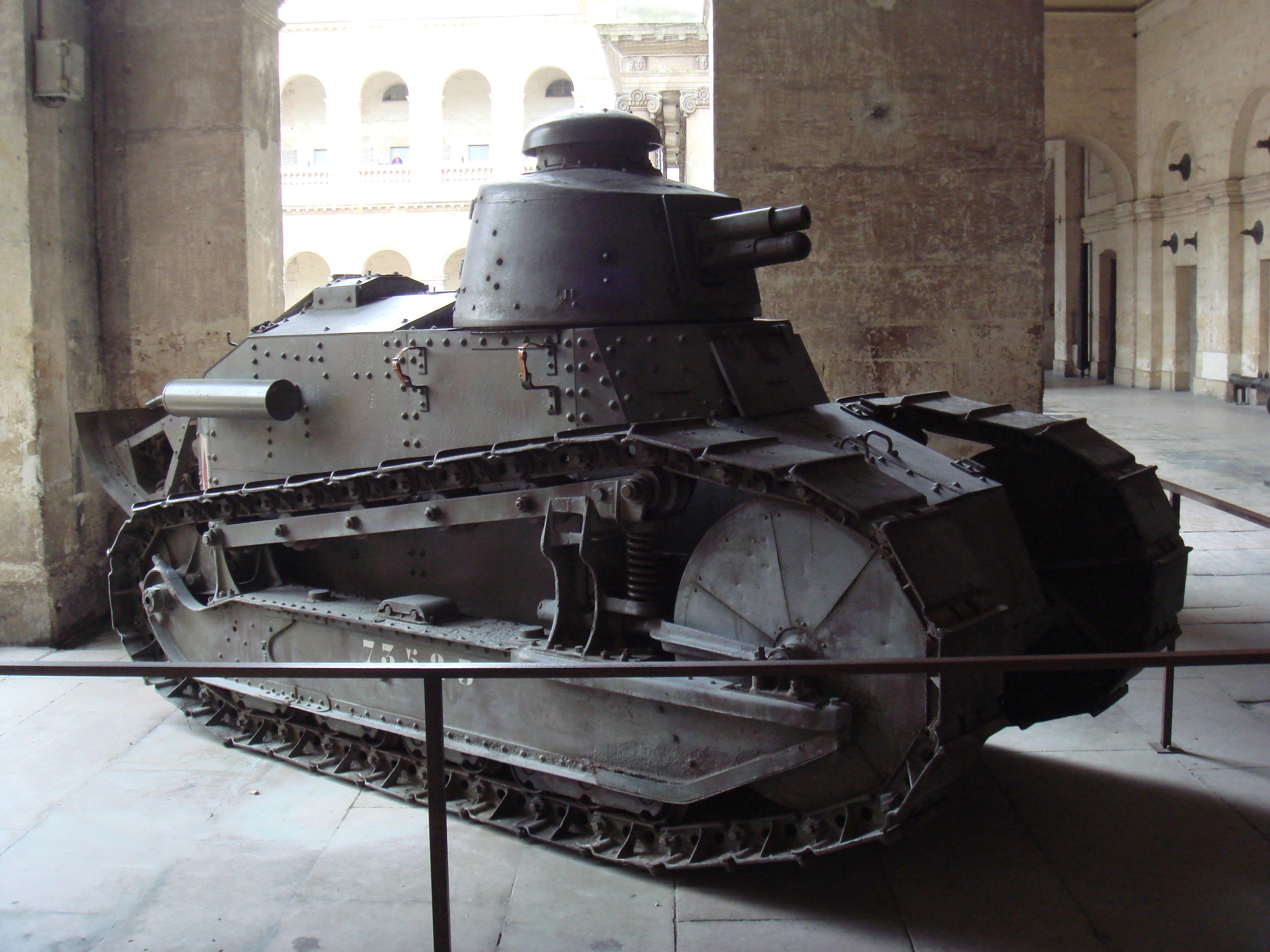
르노 FT-17 전차, 앵발리드, 파리

전차를 이용한 최초의 공세는 1916년 9월 15일 솜 전투 중에 일어났다. 마크 I형 49대가 투입되었고, 그 중 32대가 기계적으로 전진에 참여할 수 있었으며 약간의 국지적인 성공을 거두었다.:1153 1917년 7월, 216대의 영국 전차가 제3차 이프르 전투에 투입되었지만 진흙 투성이의 환경에서 거의 작동할 수 없어 거의 성과를 내지 못했다. 1917년 11월 20일 캉브레에서야 영국 왕립전차연대는 성공을 위한 조건들을 얻었다. 400대 이상의 전차가 7마일 너비의 전선에서 거의 6마일을 돌파했다.
그러나 보병이 전차의 진격을 활용하고 확보하지 못했고, 점령한 거의 모든 영토가 독일군에 의해 재탈환되었기 때문에 성공은 완전하지 않았다. 그 다음 해인 1918년 8월 8일, 호주, 캐나다, 영국군은 아미앵 전투에서 600대의 전차로 훨씬 더 중요한 승리를 거두었다. 에리히 루덴도르프 장군은 그 날을 독일군의 "검은 날"이라고 언급했다.
영국의 개발과 병행하여 프랑스는 자체 전차를 설계했다. 처음 두 대인 중형 슈나이더 CA1과 중형 생샤몽은 비록 대량 생산되었고 기술 혁신을 보여주었지만 (후자는 전자기식 변속기와 긴 75mm 포를 사용했다), 잘 구상되지 않았다. 두 유형 모두 여러 번 작전에 투입되었지만 지속적으로 높은 손실을 입었다. 1918년, 르노 FT-17 경전차는 역사상 최초로 "현대적인" 구성: 상단에 회전 포탑과 후방에 엔진실을 갖춘 전차였다. 이 전차는 전쟁에서 가장 많은 수의 전차가 될 것이었다. 마지막 개발은 샤르 2C 초중전차로, 휴전 몇 년 후에 가장 큰 전차로 운용될 예정이었다.
캉브레 공세에 대한 독일의 대응은 자체 기갑 프로그램을 개발하는 것이었다. 곧 거대한 전쟁성 제 7국 일반교통 및 군수송부 전차가 나타났는데, 무게는 30톤이었고 승무원은 18명이었다. 전쟁이 끝날 무렵, 단 20대만이 생산되었다. 다른 전차들이 설계 단계에 있었지만, 자재 부족으로 독일 전차 부대는 이러한 전쟁성 제 7국 일반교통 및 군수송부 전차와 약 36대의 노획된 마크 IV에 국한되었다. 전쟁성 제 7국 일반교통 및 군수송부 전차는 1918년 4월 24일 빌레르브레토뇌 전투에서 전쟁 최초의 전차 대 전차 전투에 참여할 것이었다. 이 전투에서는 명확한 승자가 없었다.
초기 전차 작전에서 수많은 기계적 고장과 영국 및 프랑스의 지속적인 공세 시도 실패는 전차의 유용성에 대한 의문을 제기했다. 1918년에는 보병 및 지상 공격 항공기가 동반하지 않으면 전차는 극히 취약했으며, 이들 모두는 대전차 방어를 찾아내고 억제하는 데 협력했다.
미국 원정군 (AEF)의 총사령관인 존 J. 퍼싱 장군은 1917년 9월 미국에서 중전차 600대와 경전차 1,200대를 생산해 달라고 요청했다. 퍼싱이 AEF의 지휘를 맡고 프랑스로 갔을 때, 그는 전차에 관심을 갖게 된 조지 패튼 중령을 데려갔다. 당시 전차는 다루기 힘들고 신뢰할 수 없으며 검증되지 않은 전쟁 수단이었고, 전장에서 전차의 기능과 가치가 전혀 있는지에 대한 의구심이 많았다. 대부분의 친구들의 조언에도 불구하고 패튼은 새로 형성된 미 전차군단에 입대하기로 결정했다. 그는 그렇게 배치된 최초의 장교였다.
최초의 미국 생산 중전차는 43.5톤 마크 VIII (때로는 "리버티"로 알려짐)로, 성공적인 영국 중전차 설계를 미국과 영국이 공동 개발한 것으로, 연합군에 장비를 공급하기 위한 것이었다. 2문의 6파운드포와 5문의 소총 구경 기관총으로 무장했으며, 11명의 승무원이 운용했고, 최고 속도는 시속 6.5마일, 항속 거리는 50마일이었다. 생산 문제로 인해 전쟁이 끝나기 전에 시험 차량만 완성되었다.
미국에서 제작된 6.5톤 M1917 경전차는 프랑스 르노 FT를 거의 그대로 복사한 것이었다. 최고 속도는 시속 5.5마일이었고, 30갤런의 연료로 30마일을 주행할 수 있었다. 그러나 생산 지연으로 인해 전투에 투입될 만큼 제때 완성된 것은 없었다. 1918년 여름에는 포드 모터 컴퍼니가 3톤, 2인승 전차(포드 3톤 M1918)를 설계했다. 이 전차는 두 대의 포드 모델 T 4기통 엔진으로 구동되었고, .30인치 기관총으로 무장했으며, 최고 속도는 시속 8마일이었다. 이 전차는 전투 차량으로서는 불만족스러웠지만, 다른 전장 역할에서는 가치가 있을 수 있다고 여겨졌다. 15,000대가 주문되었지만, 15대만 완성되었고, 전쟁에서 사용된 것은 없었다.
미국 전차 부대는 1918년 9월 12일 제1군과 함께 셍미이엘 돌출부에 대한 첫 전투에 참여했다. 이들은 패튼 중령이 지휘하는 제304 전차 여단의 일부인 제344 및 제345 경전차 대대 소속이었으며, 프랑스 부르그의 전차 센터에서 훈련을 받았고, 프랑스로부터 공급된 르노 FT로 무장했다. 진흙, 연료 부족, 기계적 고장으로 많은 전차가 독일군 참호에서 멈췄지만, 공격은 성공했고 많은 귀중한 경험을 얻었다. 1918년 11월 11일 휴전까지, AEF는 전차가 심각하게 부족했는데, 미국에서 제작된 전차는 전투에 사용될 만큼 제때 완성된 것이 없었기 때문이다.

### 전간기

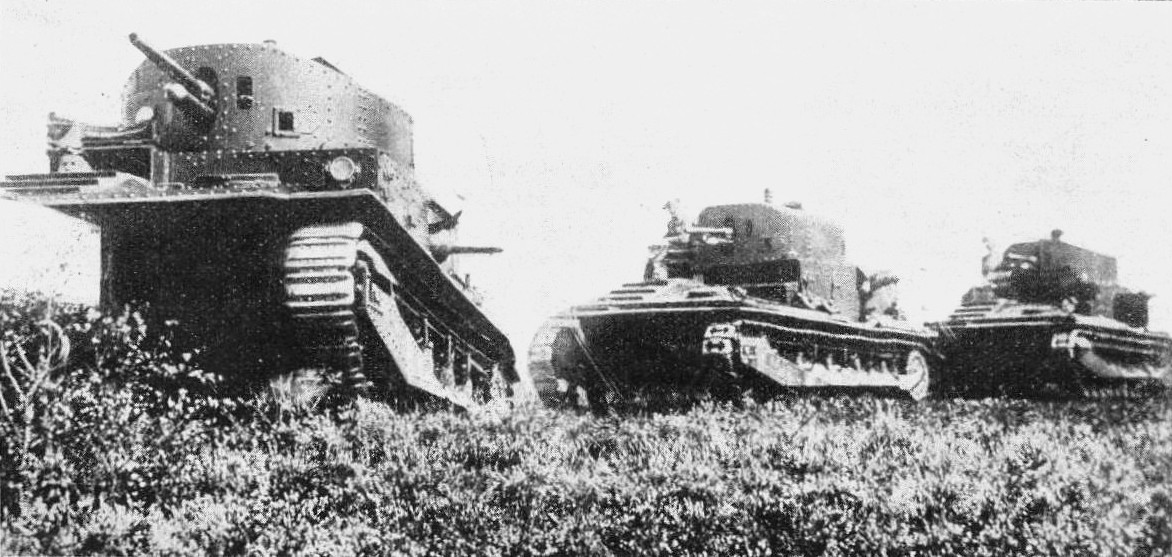
1930년 잉글랜드 어딘가에서 기동 중인 빅커스 중형전차 마크 I

제1차 세계 대전 이후 독일 최고 사령부의 에리히 루덴도르프 장군은 연합군 전차를 독일 패배의 주요 요인 중 하나로 칭찬했다. 독일군은 전차의 가치를 너무 늦게 인식하여 자체 계획에 고려하지 못했다. 이미 압박받는 산업이 대량으로 생산할 수 있었다고 해도 연료가 매우 부족했다. 1918년에 독일군이 투입한 총 90대의 전차 중 75대는 연합군에게서 노획한 것이었다.
미국 전차 부대는 전쟁 동안 너무 짧게 싸웠고 너무 단편화되었으며, 사용 가능한 전차의 수가 너무 제한적이어서 대규모 운용을 위한 전술을 개발할 기회가 거의 없었다. 그럼에도 불구하고, 그들의 작업은 적어도 몇몇 군사 지도자들에게 대규모 전차 사용이 미래 기갑의 가장 중요한 역할이라는 생각을 심어줄 만큼 인상적이었다.
전투 경험을 통해 개발된 전차의 개발 및 사용에 대한 미 육군의 평가의 주요 내용은 다음과 같다. (1) 더 강력하고 기계적 고장이 적으며 더 두꺼운 장갑, 더 긴 작전 범위, 더 나은 환기 시스템을 갖춘 전차의 필요성; (2) 전차와 다른 전투 병과, 특히 보병과의 연합 훈련의 필요성; (3) 개선된 통신 수단과 방향 결정 및 유지 방법의 필요성; (4) 개선된 보급 시스템, 특히 휘발유와 탄약 보급 시스템의 필요성.
전쟁이 끝날 무렵, 전차의 주요 역할은 보병에 대한 근접 지원으로 여겨졌다. 제1차 세계 대전의 전차는 느리고, 둔하고, 다루기 힘들고, 통제하기 어려웠으며, 기계적으로 신뢰할 수 없었지만, 전투 무기로서의 가치는 명확히 입증되었다. 그러나 제1차 세계 대전의 교훈에도 불구하고, 전투 병과는 기갑의 독립적이고 독자적인 역할을 받아들이는 것을 매우 꺼려했으며, 전차의 적절한 사용에 대해 계속해서 서로 논쟁했다. 처음에는 전차를 보병의 보조 수단이자 일부로 생각하는 것이 지배적인 의견이었지만, 소수의 지도자들은 독립적인 전차 병과를 유지해야 한다고 주장했다.
미국에서 생산된 제1차 세계 대전 경전차와 중전차 범주 외에도 1919년에는 세 번째 분류인 중형전차가 주목받기 시작했다. 이 중간 유형이 61⁄2톤 경전차와 마크 VIII 중전차의 장점을 모두 통합하여 둘 다를 대체할 수 있기를 바랐다. 경전차, 중형전차, 중전차라는 용어의 의미는 전간기에 변화했다. 제1차 세계 대전과 그 직후에는 경전차는 10톤 미만, 중형전차(영국에서 생산)는 대략 10톤에서 25톤 사이, 중전차는 25톤 이상으로 간주되었다. 제2차 세계 대전에서는 중량 증가로 인해 경전차가 20톤 이상, 중형전차가 30톤 이상, 전쟁 말기에 개발된 중전차가 60톤 이상이 되었다. 전간기 동안 각 분류의 중량은 일반적으로 이러한 극단 사이에서 다양했다.
1920년 미 국가방위법은 전차군단을 보병 아래에 두었다. 이 법안의 "이후 모든 전차 부대는 보병의 일부를 구성한다"는 조항은 당분간 전차의 역할에 대해 거의 의심의 여지를 남기지 않았다. 조지 패튼은 독립적인 전차군단을 주장했다. 그러나 경제적 이유로 전차를 전통적인 병과 중 하나에 편입시켜야 한다면, 그는 기병을 선호했는데, 패튼은 직관적으로 기병과 함께 작전하는 전차가 기동성을 강조할 것이고, 보병에 묶인 전차는 화력을 강조할 것이라고 이해했기 때문이다. 그는 평시의 전차는 "결코 작동하지 않는 많은 기계를 가진 해안포와 매우 비슷할 것"이라고 우려했다.
대부분의 병사들이 전차를 참호 횡단을 위한 특수 보병 지원 무기로 여겼던 시기에, 왕립전차연대의 상당수 장교들은 기계화된 조직에 대한 훨씬 더 넓은 역할을 구상했다. 1918년 5월, 전차 교리의 공인된 아버지인 J.F.C. 풀러 대령은 독일의 침투 전술을 예로 들어 자신이 "계획 1919"라고 부른 것을 다듬었다. 이것은 1919년 대규모 기갑 공세에 대한 정교한 개념이었다.
왕립 전차군단은 1922년부터 1938년까지 동일한 기본 전차로 만족해야 했다. 영국 기갑 이론가들은 항상 서로 동의하지는 않았다. 기갑전의 유명한 홍보가인 B. H. 리델 하트는 기계화 보병의 주요 역할과 함께 진정한 합동 무기 부대를 원했다. 풀러, 브로드 및 다른 장교들은 순수 전차 역할에 더 관심이 있었다.
퍼시 호바트 휘하의 영국군이 기법을 연구하고 개발하기 위해 구성한 실험 기계화부대는 자체 자주포, 지원 보병, 자동차 및 장갑차 엔지니어를 갖춘 기동 부대였다.
기계화의 옹호자들과 반대자들 모두 종종 "전차"라는 용어를 느슨하게 사용하여 장갑화되고 궤도식이며 포탑이 있고 포를 장착한 전투 차량뿐만 아니라 모든 형태의 장갑 차량 또는 기계화 부대를 의미했다. 이러한 용어 사용으로 인해 동시대인이나 역사가들은 특정 연사가 순수 전차 부대, 기계화 합동 무기 부대 또는 보병 부대의 기계화를 논의하는지 여부를 판단하기 어려웠다.
영국의 장갑차는 기동성이나 방어력을 극대화하는 경향이 있었다. 기병과 왕립전차군단 모두 정찰 및 습격을 위해 빠르고 가볍게 장갑화된 기동성 있는 차량, 즉 경전차와 중형전차 (또는 "순항전차")를 원했다. 실제로 "경전차"는 종종 소형 병력수송장갑차였다. 반면에 전통적인 보병 지원 역할을 수행하는 "육군 전차 대대"는 극히 무거운 장갑 방어력을 요구했다. 이러한 두 가지 교리적 역할의 결과로 전차 설계에서 화력은 소홀히 여겨졌다.
기계화의 독일 지지자들 중 하인츠 구데리안 장군이 아마도 가장 영향력 있는 인물이었을 것이다. 구데리안의 1914년 기병 부대 지원을 위한 무선 전신 근무 경험은 그가 모든 장갑차에 무전기를 장착해야 한다고 주장하게 만들었다. 1929년, 많은 영국 기갑 연구자들이 순수 기갑 편성을 지향하는 경향이 있을 때, 구데리안은 단순히 전차를 개발하거나 전통적인 병과의 일부를 기계화하는 것이 쓸모없다고 확신했다. 필요한 것은 전차의 효과를 극대화할 수 있는 완전히 새로운 전 병과의 기계화 편성단이었다.
독일 전차는 구데리안의 개념에 미치지 못했다. 1호 전차는 영국 카든 로이드 탱케트에서 파생된 기관총 무장 준전차에 불과했다. 2호 전차는 20mm 기관포를 가지고 있었지만, 장갑 방어력이 거의 없었다. 이 두 차량은 1940년까지 기갑 부대의 대부분을 차지했다.
1920년대 프랑스는 대규모 기갑군을 보유한 유일한 국가였다. 프랑스 교리는 합동 무기를 모든 다른 무기 시스템이 보병의 전진을 돕는 과정으로 보았다. 전차는 "일종의 장갑 보병"으로 간주되었고, 법적으로 보병 병과에 종속되었다. 이것은 적어도 기갑이 순수하게 전차에만 국한되지 않는다는 이점을 가졌다. 프랑스 육군은 가장 기계화된 육군 중 하나가 될 것이다.
하지만 전차는 주로 특수 돌파 시스템으로 간주되었고, 공세를 위해 집중되었다. 경전차는 보병의 속도에 맞춰 속도를 제한해야 했고, 중전차는 방어선을 뚫기 위한 전방 "충격 전선"을 형성하도록 의도되었다. 교리는 방어자의 강점에 크게 초점을 맞췄다. 포병과 공중 폭격은 기관총과 대전차포를 파괴해야 했다. 포위 단계는 소홀히 여겨졌다. 보병 병과의 일부였음에도 불구하고, 전차는 실제로는 거의 순수 전차 부대에 집중되었고 보병과 함께 훈련하는 경우는 거의 없었다.
1931년, 프랑스는 샤르 B1 비스를 포함하여 더 많은 양의 장갑 및 기타 장비를 생산하기로 결정했다. 에스티엔이 1920년대 초에 개발한 B1 비스는 15년 후에도 여전히 세계에서 가장 강력한 전차 설계 중 하나였다. 1934년 프랑스 기병대도 기계화 과정을 시작했으며, 전차는 전과 확대를 위해서도 사용될 예정이었다.
프랑스 육군이 기계화 분야에서 전진함에 따라 교리적 갈등이 발생하기 시작했다. 1934년 샤를 드골 중령은 『전문 직업군을 향하여』(Vers l'Armée de Métier)를 출판했다. 드골은 돌파 및 확장 단계를 모두 수행할 수 있는 전문 기계화군을 선호했다. 그는 선형 대형으로 운용되는 순수 기갑 여단을 구상했고, 그 뒤를 소탕을 위한 기동 보병 부대가 따르게 했다. 그의 아이디어는 너무 비싸다는 이유로 채택되지 않았다.
1936년부터 프랑스 전차 생산은 가속화되었지만, 교리적 문제는 여전히 남아있어 1940년에는 보병과 기병이 별도의 유형의 기갑 사단을 운용하는 경직된 구조를 초래했다.
1920년대와 1930년대 초반 동안, 미하일 투하쳬프스키 원수를 필두로 한 소련 장교 집단은 전통적인 보병 및 기병 사단, 기계화 부대, 그리고 항공을 조화롭게 운용하기 위한 "종심전투" 개념을 개발했다. 소련 정부의 첫 번째 5개년 계획의 확장된 생산 시설과 미국 발명가 존 월터 크리스티로부터 부분적으로 가져온 설계 특징을 사용하여, 소련은 1934년까지 5,000대의 장갑차를 생산했다. 이러한 풍부한 장비는 붉은 군대가 보병 지원 및 합동 무기, 기계화 작전을 위한 전차 조직을 만들 수 있게 했다.
1937년 6월 12일, 소련 정부는 스탈린이 소련 사회 숙청을 그를 위협할 잠재력이 있는 마지막 권력 집단인 붉은 군대에 집중시키면서 투하쳬프스키와 그의 고위 장교 8명을 처형했다. 동시에 스페인 내전에서의 소련 경험은 붉은 군대가 기계화를 재평가하게 만들었다. 소련 전차는 너무 가볍게 장갑화되었고, 러시아 승무원은 스페인 군대와 소통할 수 없었으며, 전투에서 전차는 지원 보병 및 포병보다 앞서 나가는 경향이 있었다.
미국은 장갑 및 기계화 부대 개발에 있어서 그만큼 발전하지 못했다. 프랑스와 마찬가지로, 느린 제1차 세계 대전 전차의 공급과 보병 병과에 대한 전차의 종속은 직접적인 보병 지원 이외의 어떤 역할 개발도 방해했다. 마침내 1922년 4월에 나온 미 육군성의 정책 성명은 전차 개발에 심각한 타격이었다. 지배적인 의견을 반영하여, 전차의 주요 임무는 "공격 시 보병의 끊김 없는 전진을 용이하게 하는 것"이라고 명시했다.
전쟁성은 두 가지 유형의 전차, 즉 경전차와 중형전차가 모든 임무를 수행해야 한다고 판단했다. 경전차는 트럭으로 수송 가능해야 하며 총중량 5톤을 초과하지 않아야 했다. 중형전차의 경우, 제한이 더욱 엄격했다. 철도 평판차, 평균적인 기존 고속도로 다리, 그리고 가장 중요한 것은 이용 가능한 공병대 부교의 중량 용량 내에 들도록 무게가 15톤을 초과하지 않아야 했다.
비록 실험적인 15톤 전차인 M1924가 모형 단계에 이르렀지만, 이것과 전쟁성 및 보병 사양을 충족시키려는 다른 시도들은 불만족스러운 것으로 판명되었다. 실제로는 전쟁성 및 보병 요구 사항을 모두 충족하는 15톤 차량을 만드는 것은 단순히 불가능했다.
1926년, 참모본부는 마지못해 23톤 전차 개발에 동의했지만, 만족스러운 15톤 차량 생산을 위한 노력이 계속되어야 한다는 점을 분명히 했다. 보병—새로운 병과장이 더 강력한 무장과 장갑을 가진 중형전차를 원했던 일부 전차병들의 항의를 묵살하고—또한 트럭으로 수송 가능한 경전차가 보병 요구 사항을 가장 잘 충족시킨다고 결정했다. 보병이 경전차에 집착하고 전차 개발에 일반적으로 사용할 수 있는 자금이 제한적이었던 결과는 더 무거운 차량 개발을 늦추고, 궁극적으로 제2차 세계 대전 발발 시 중형전차의 심각한 부족에 기여했다.
존 월터 크리스티는 전차, 엔진 및 추진 시스템의 혁신적인 설계자였다. 그의 설계는 미 육군 사양을 충족하지 못했지만, 다른 국가들은 그의 차체 특허를 사용했다. 불충분한 자금에도 불구하고, 병기국은 여러 실험용 경전차와 중형전차를 개발하고 1929년까지 월터 크리스티의 모델 중 하나를 시험했다. 이 전차들 중 어느 것도 채택되지 않았는데, 보통 각각 다른 육군 병과에서 설정한 기준을 초과했기 때문이었다.
예를 들어, 여러 경전차 모델은 수송병과 트럭의 5톤 화물 용량을 초과했기 때문에 거부되었고, 여러 중형전차 설계는 공병이 설정한 15톤 교량 중량 제한을 초과했기 때문에 거부되었다. 크리스티는 사용자들과 협력하여 군사적 요구 사항을 충족시키려 하지 않고, 대신 육군이 자신이 만들고 싶은 전차에 자금을 지원하기를 원했다.
크리스티 전차는 궤도와 크고 단단한 고무 타이어 보기 휠로 모두 작동할 수 있는 능력을 구현했다. 궤도는 적당한 지형에서 바퀴로 작동할 수 있도록 탈착이 가능했다. 또한 독립적으로 스프링이 장착된 바퀴로 구성된 서스펜션 시스템도 특징이었다. 크리스티는 1929년에 바퀴로 시속 69마일, 궤도로 시속 42마일의 놀라운 속도를 낼 수 있는 능력을 포함하여 많은 장점을 가지고 있었지만, 이러한 속도에서는 전차에 모든 장비를 탑재할 수 없었다.
병기국은 크리스티의 유용성을 인정하면서도, 기계적으로 신뢰할 수 없고 그러한 이중 목적 장비가 일반적으로 우수한 공학적 관행을 위반한다고 판단했다. 크리스티 전차의 장점과 단점에 대한 논란은 20년 이상 계속되었고, 1938년에 변환 가능한 원칙은 포기되었다. 그러나 크리스티의 아이디어는 많은 국가의 전차 전술 및 부대 조직에 큰 영향을 미쳤으며, 결국 미 육군에도 영향을 미쳤다.
미국에서 기갑부대의 진정한 시작은 1928년, 공식적으로 설립되기 12년 전이었다. 당시 육군부 장관 드와이트 F. 데이비스는 육군에 전차 부대를 개발하라고 지시했다. 그해 초 그는 영국에서의 기동 훈련에서 영국 실험 기갑 부대에 깊은 인상을 받았다. 사실 이 아이디어는 새로운 것이 아니었다. 기병대와 보병대에 있는 소수의 헌신적인 장교들은 제1차 세계 대전 이후로 그러한 부대에 대한 이론을 열심히 연구해 왔다.
장갑, 무장, 엔진, 차량 설계의 지속적인 발전은 점차 기계화 방향으로 흐름을 바꾸었고, 말의 군사적 가치는 하락했다. 기계화 및 차량화 옹호자들은 자동차 산업의 발달과 그에 따른 말과 노새 사용의 감소를 지적했다. 또한 풍부한 석유 자원은 미국에 기계 연료 요구 사항에 대한 부러워할 만한 독립적인 위치를 제공했다.
데이비스 장관의 1928년 전차 부대 개발 지시는 1928년 7월 1일부터 9월 20일까지 메릴랜드주 캠프 미드에 실험 기계화 부대를 편성하고 주둔시키는 결과를 낳았다. 이 합동 병과 팀은 보병(전차 포함), 기병, 야전 포병, 항공대, 공병단, 병기부, 화학전 서비스 및 의무대에서 제공된 요소들로 구성되었다. 1929년에 이 실험을 계속하려는 시도는 불충분한 자금과 노후된 장비로 인해 좌절되었지만, 1928년 훈련은 결실을 맺었는데, 실험 결과를 연구하기 위해 임명된 전쟁부 기계화 위원회가 기계화 부대의 영구적인 설립을 권고했기 때문이다.
1930년부터 1935년까지 참모총장을 지낸 더글러스 맥아더는 육군 전반에 걸쳐 차량화와 기계화를 추진하기를 원했다. 1931년 후반에는 모든 병과와 서비스에 "가능하고 바람직한 한" 기계화와 차량화를 채택하도록 지시되었고, 필요에 따라 연구와 실험을 수행할 수 있도록 허용되었다. 기병은 "정찰, 역정찰, 측면 공격, 추격 및 유사 작전에서 그들의 역량을 강화할" 전투 차량을 개발하는 임무를 부여받았다. 법적으로 "전차"는 보병 병과에 속했기 때문에 기병은 점차 "전투 차량"이라는 그룹을 구매했는데, 이는 종종 새로운 보병 "전차"와 구별하기 어려운 가볍게 장갑되고 무장된 전차들이었다.
1933년 맥아더는 "말은 천년 전과 비교할 때 오늘날 더 높은 기동성을 가지고 있지 않다. 따라서 기병은 운송 수단으로서 말을 대체하거나 보조하거나, 아니면 폐기된 군사 대형의 한계로 사라져야 할 때가 왔다"고 선언하며 다가오는 기병의 완전한 기계화를 위한 발판을 마련했다. 말은 아직 시대에 뒤떨어진다고 주장되지는 않았지만, 그 경쟁자는 빠르게 발전하고 있었고, 가능한 멸종을 감지한 현실적인 기병들은 최소한 기병 부대에서 말을 더 빠른 기계로 부분적으로 대체하는 것을 고려했다.
1938년 전쟁성은 모든 병과가 기계화 및 차량화를 채택하도록 지시했던 1931년 지시를 수정했다. 이후 기계화 개발은 기병과 보병, 이 두 전투 병과에 의해서만 이루어져야 했다. 반면에 1938년까지만 해도 기병대장인 존 K. 허 소장은 "시험되지 않은 기계가 입증되고 시도된 말을 대체할 수 있다고 가정하여 우리 자신에게 해가 되도록 오도되어서는 안 된다"고 선언했다. 그는 말과 기계화 기병으로 구성된 균형 잡힌 부대를 선호했다. 1939년 의회 위원회에서 증언할 때 존 K. 허 소장은 말 기병은 "전쟁의 혹독한 시험을 견뎌냈다"고 주장했으며, 반면 일부가 지지하는 차량 요소는 그렇지 못했다고 주장했다.
전반적으로, 전간기 동안 전차 생산과 전차 전술에 있어서는 이론적인 발전은 많았지만, 미국에서는 실제적인 진전은 거의 없었다. 생산은 소수의 수공 시험 모델에 국한되었으며, 1920년부터 1935년 사이에 단 35대만이 제작되었다. 보병과의 전차 사용에 관해서는, 1939년의 공식 교리가 1923년의 교리를 거의 그대로 반복했다. 이는 "원칙적으로 전차는 보병 돌격 제대를 선행하거나 동반하여 보병 발 보병의 전진을 돕기 위해 사용된다"고 명시했다.
1930년대에 미국 육군은 전차와 비행기를 기존 교리에 통합하는 것을 진지하게 논의하기 시작했지만, 애드나 R. 차피 주니어 장군이 미국 기갑 교리 개발을 얼마나 발전시켰는지를 패튼이 심판관으로 참여했던 1940년 봄 조지아와 루이지애나에서의 기동 훈련이 보여주었음에도 불구하고 미 육군은 여전히 보병 중심의 육군으로 남아있었다.

### 제2차 세계 대전
틀:WWII tanks

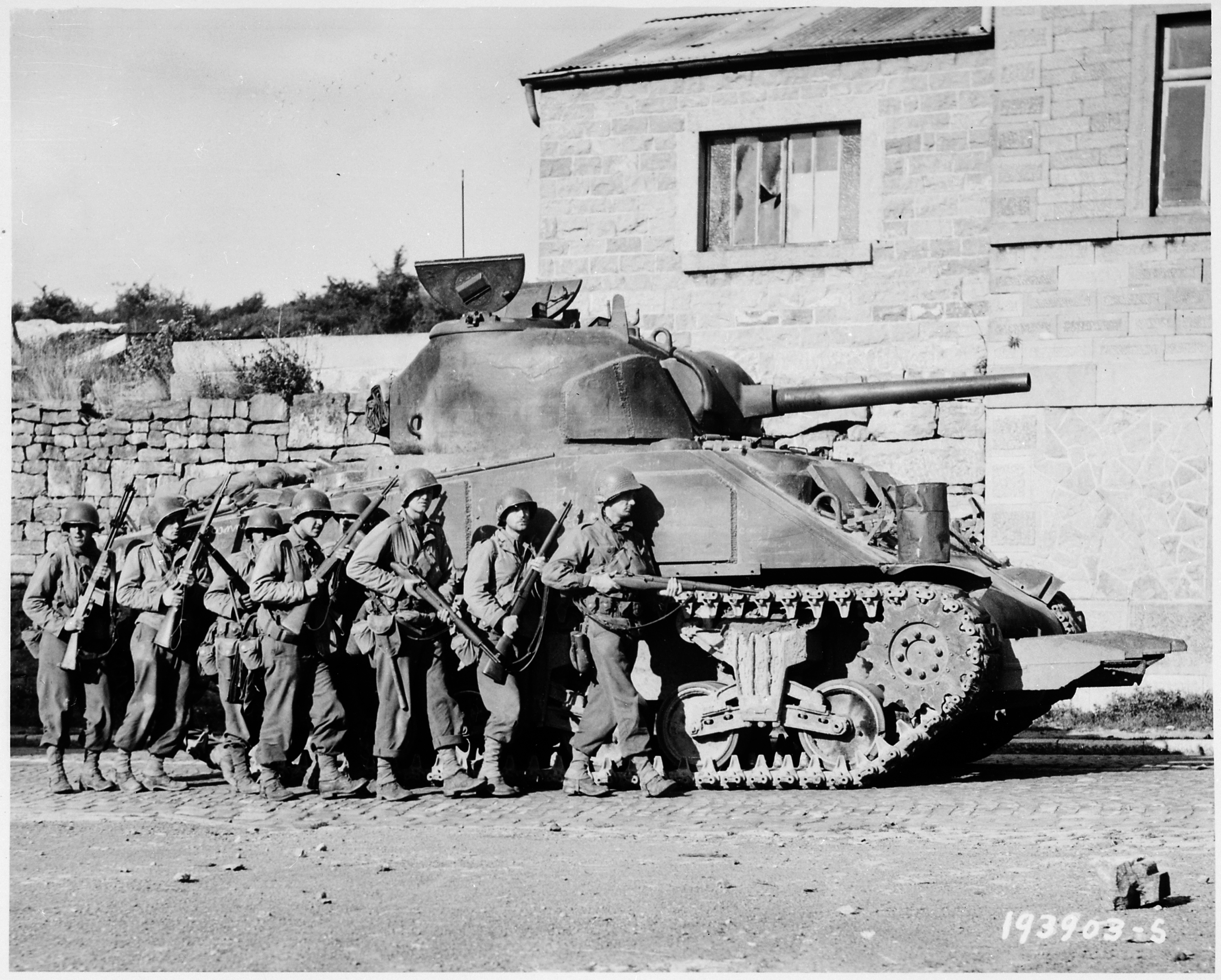
1944년 벨기에에서 보병을 지원하는 개조된 (전면에 울타리 절단기 참조) 셔먼 전차

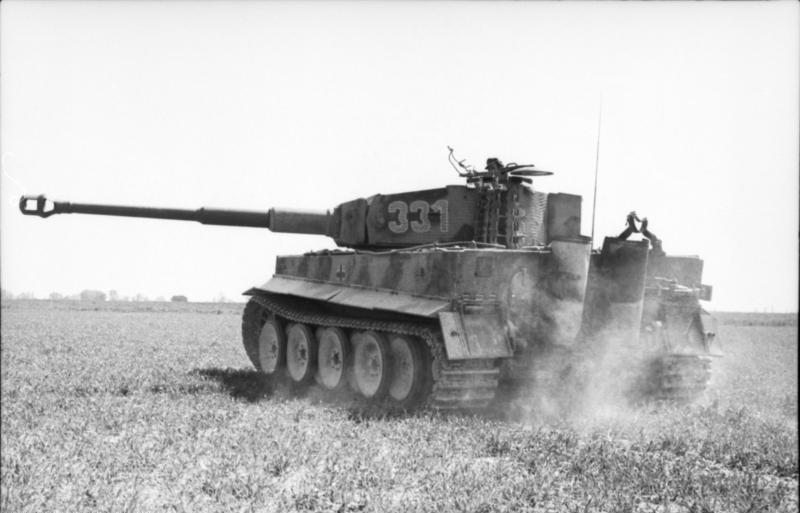
프랑스에 있는 무장친위대의 티거 I 전차

제2차 세계 대전은 각급 부대에서 모든 가용 병과를 이동 가능하고 유연한 팀으로 통합하도록 강요했다. 기계화된 합동 병과 부대는 이 전쟁에서 성숙해졌다. 1939년, 대부분의 육군은 여전히 기갑사단을 다른 병과의 상대적으로 제한된 지원을 받는 전차의 집단으로 생각했다. 1943년까지 동일한 육군들은 다양한 병과와 서비스의 균형을 이루는 기갑사단을 발전시켰으며, 이들 각각은 전차와 함께 기동할 수 있고 거의 전차만큼 보호되어야 했다. 소수의 기동 사단에 기계화 부대를 집중시킨 것은 일반 보병 부대에 신중한 공격을 동반할 장갑이 부족하게 만들었다. 따라서 독일, 소련, 미국 육군은 보병과의 협력을 통해 이러한 기능을 수행할 구축전차와 돌격포와 같은 여러 전차 대체품을 개발했다.
그러나 대부분의 군대에서 기갑 전문가들은 보병에 얽매이는 것을 피하고자 했으며, 어쨌든 전차는 극도로 복잡하고 비싸며 따라서 희귀한 무기였다. 영국은 전쟁의 대부분 동안 이중 개발 경로를 고수하여 보병을 지원하는 보병전차와 독립적인 기갑 편성을 위한 더 가볍고 기동성이 좋은 순항전차를 유지했다. 소련도 마찬가지로 일련의 중전차를 생산했다.
전쟁 중 독일 전차 설계는 최소 세 세대를 거쳤고, 끊임없는 사소한 변형도 있었다. 첫 번째 세대에는 1호 전차와 2호 전차와 같은 전전 차량이 포함되었는데, 이는 소련 및 영국 경전차와 유사했다. 독일군은 1940년 프랑스 전역 이후 전차 대대를 대다수의 3호 전차 및 4호 전차 중형전차로 전환했다. 1941년까지 독일군에게 알려지지 않았던 신세대 T-34 및 KV-1 소련 전차의 대량 출현은 그들에게 우수한 장갑과 화력을 위한 경쟁에 참여하도록 강요했다.
세 번째 세대에는 여러 가지 다른 변형이 포함되었지만, 가장 중요한 설계는 판터 (5호 전차) 및 티거 (6호 전차) 전차였다. 독일군에게 불행하게도, 자원 부족과 방어력 및 화력에 대한 강조, 그리고 거의 모든 장갑 전투 차량 설계 부분에서 지나치게 복잡한 설계 철학에 대한 선호가 생산량에 타협을 초래했다. 그러나 3호 전차의 돌격포 캐시메이트 선체 개발인 3호 돌격포는 전쟁 중 독일의 모든 유형의 장갑 전투 차량 중 가장 많이 생산된 차량이 될 것이었고, 9,300대 이상이 생산되어 전용 대전차 차량의 임무를 매우 효과적으로 수행할 수 있는 인기 있는 설계였다.
1940년 독일이 서유럽을 침공했을 때, 미 육군은 겨우 28대의 신형 전차를 보유하고 있었는데, 이 중 18대는 중형전차, 10대는 경전차였으며, 이들은 곧 구식이 될 예정이었다. 또한 900여 대의 구형 모델도 보유하고 있었다. 육군은 중전차가 없었고, 어떤 종류의 중전차도 당장 계획하고 있지 않았다. 전차 부족보다 더 심각했던 것은 전차 제조 산업의 경험 부족과 제한된 생산 시설이었다. 게다가 미국은 동맹국들을 지원하는 데 주력하고 있었다. 1942년까지 미국 전차 생산량은 25,000대 미만으로 급증하여 그 해 영국과 독일의 총 생산량을 거의 두 배로 늘렸다. 그리고 최고 생산량이었던 1943년에는 총 29,497대였다. 종합적으로, 1940년부터 1945년까지 미국의 전차 생산량은 총 88,410대였다.
제2차 세계 대전의 전차 설계는 많은 복잡한 고려 사항에 기반을 두었지만, 주요 요인들은 전투 경험에 의해 가장 잘 뒷받침된다고 생각되는 것들이었다. 이 중 초기 전투는 더 큰 전차가 반드시 더 나은 전차가 아니라는 것을 입증했다. 개발 목표는 무게와 크기가 부수적으로만 관련되는, 모든 입증된 특성을 적절한 균형으로 결합한 전차가 되었다. 핵심 특성은 기계적 신뢰성, 화력, 기동성 및 방어력이었다.
여기서 문제는 장갑판 두께를 약간만 늘려도 전차의 총중량이 크게 증가하여 더 강력하고 무거운 엔진이 필요하다는 것이었다. 이는 결국 더 크고 무거운 변속기 및 현가장치로 이어졌다. 바로 이러한 종류의 "악순환"은 전차의 가장 중요한 특성을 향상시키려는 시도에서 전차를 덜 기동적이고 느리게 만들고, 더 크고 쉬운 목표물로 만드는 경향이 있었다. 다른 요소들과 균형을 이루어 최적의 장갑 두께에 도달하는 지점을 결정하는 것은 수많은 제안된 해결책과 많은 이견을 낳는 어려운 과제였다.
GHQ 참모총장이자 육군 지상군 사령관이었던 레슬리 J. 맥네어 중장에 따르면, 더 큰 적 전차에 대한 해답은 크기 증가 대신 더 강력한 포였다.
1940년과 1941년에는 경전차에 대한 병과의 강조로 인해 경전차 생산량이 처음에는 중형전차에 비해 거의 2대 1이었다. 그러나 1943년에 더 강력한 전차에 대한 수요가 증가하면서 경전차는 뒤쳐졌고, 1945년에는 생산된 경전차 수가 중형전차 수의 절반 미만이었다.
1945-46년에 미 유럽 작전 지부 총참모부는 과거와 미래의 조직에 대한 철저한 검토를 수행했다. 구축전차는 평시 전력 구조에서 정당화하기에는 너무 특수하다고 판단되었다. 이전 교리를 뒤집어, 미 육군은 "중형전차가 최고의 대전차 무기"라고 결론지었다. 비록 그러한 진술이 사실일 수 있지만, 다른 모든 전차를 능가하고 격파할 수 있는 전차를 설계하는 것의 어려움을 무시한 것이었다.

### 냉전
틀:Cold War tanks

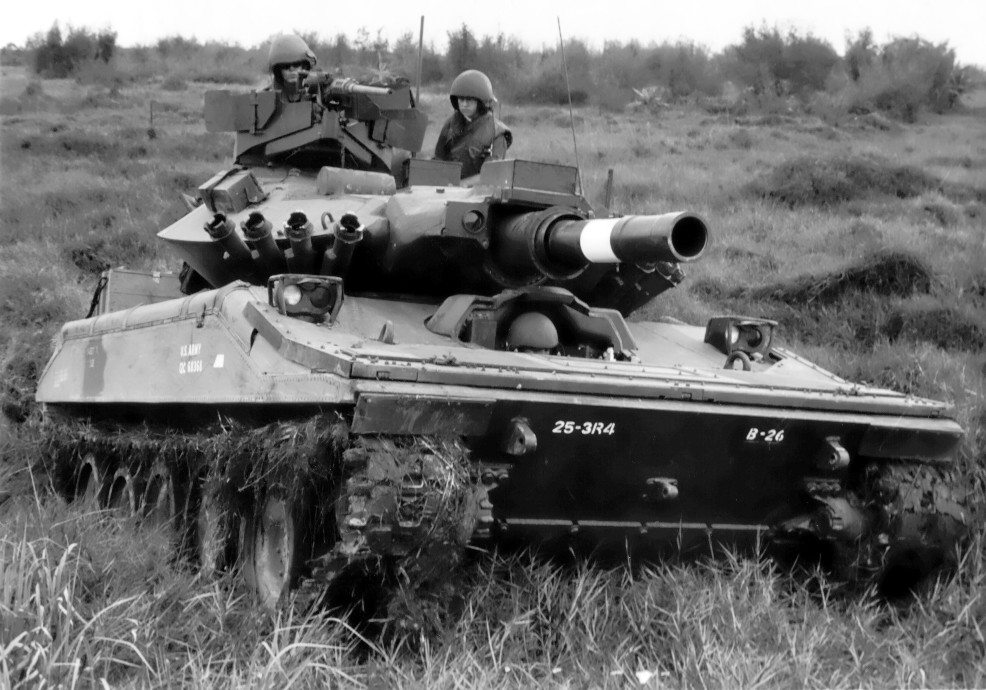
미국 M551 셰리든은 1969년부터 1997년까지 사용되었다.

냉전 시대 유럽의 두 대립 세력은 한쪽에는 바르샤바 조약 기구 국가들이, 다른 한쪽에는 북대서양 조약 기구 국가들이 있었다.
바르샤바 조약 기구에 대한 소련의 지배력은 몇몇 전차 설계의 효과적인 표준화를 이끌었다. 이에 비해 북대서양 조약 기구의 주요 기여국인 프랑스, 독일, 미국, 영국은 공통점이 거의 없는 자체 전차 설계를 개발했다.
제2차 세계 대전 이후에도 전차 개발은 계속되었다. 전차는 엄청난 수로 계속 생산될 뿐만 아니라 기술도 극적으로 발전했다. 중형전차는 더 무거워졌고, 장갑은 더 두꺼워졌으며, 화력은 증가했다. 이는 점차 주력전차 개념과 중전차의 점진적인 제거로 이어졌다. 포탄 설계 및 효율성의 발전과 함께 전차포 기술의 측면도 크게 변했다.
전차 설계의 많은 변화는 조준 및 거리 측정(사격 통제), 포 안정화, 통신 및 승무원 편의성 개선이었다. 장갑은 무기 개선에 발맞춰 발전했는데—복합장갑의 등장은 특히 주목할 만하다—그리고 포는 더욱 강력해졌다. 그러나 기본적인 전차 구조는 크게 변하지 않았으며, 21세기까지도 대체로 동일하게 유지되었다.

### 냉전 이후
틀:Post-Cold War tanks

러시아 쵸르니 오룔 또는 블랙 이글 특징

1991년 냉전 종식과 함께 전통적인 전차의 관련성에 대한 의문이 다시 제기되기 시작했다. 수년 동안 많은 국가들이 전차 수를 줄이거나 대부분을 최소한의 장갑 보호만 갖춘 경량 장갑전투차량으로 대체했다.
이 시기에는 또한 초강대국 블록의 종말이 왔고, 러시아와 우크라이나의 군수 산업은 이제 전 세계적으로 전차를 판매하기 위해 경쟁하고 있다. 인도와 파키스탄은 오래된 전차를 업그레이드하고 구 소련 국가들로부터 새로운 T-84와 T-90을 구매했다. 양국 모두 자국에서 채택하지는 않지만 공개 시장에서 최신 서방 제품과 경쟁하기 위해 독점적으로 설계된 시제품을 시연했다.
우크라이나는 T-84-120 오플롯을 개발했는데, 이 전차는 북대서양 조약 기구 120mm 탄약과 ATGM을 포신을 통해 발사할 수 있다. 이 전차는 자동 장전기가 장착된 새로운 포탑을 가지고 있지만, 승무원 생존성을 향상시키기 위해 장갑 탄약실을 갖춘 서구 설계를 모방했다.
러시아의 쵸르니 오룔 ("블랙 이글")은 길어진 T-80 차체를 기반으로 한다. 1997년 제2차 VTTV-옴스크-97 국제 무기 박람회에서 처음으로 공개된 초기 목업은 극적으로 무거운 장갑과 승무원과 탄약을 분리하는 완전히 새로운 현대적인 포탑을 가지고 있는 것으로 보인다. 시제품은 125mm 전차포를 가지고 있지만, 새로운 152mm 포를 장착할 수 있다고 한다. 러시아는 또한 원격 제어 포탑을 갖춘 오브젝트 775 주력전차를 개발 중이라는 소문이 있으며, 때로는 T-95라고도 불리며 국내용으로 사용될 예정이다.
이탈리아의 C1 아리에테 주력전차는 가장 최근에 새로 개발된 주력전차 중 하나였으며, 1995년부터 2002년까지 인도되었다. 이 전차는 높이가 8피트 (2.5m)로 최초의 전차와 거의 같은 크기이다. 마크 I은 ~9.9m 길이(차체)였고, 아리에테는 7.6/9.52m 길이(차체/차체+포)이다. 그러나 아리에테는 무게가 두 배 이상 나가고 속도는 열 배 더 빠르다(54,000kg 대 25,401kg, 40mph 대 4mph (60km/h 대 6km/h)).
많은 군대에서 전차를 완전히 없애고 바퀴 달린 대전차포와 보병전투차(IFV)의 조합으로 돌아가는 것을 고려했지만, 일반적으로는 큰 저항이 있다. 왜냐하면 모든 강대국은 여전히 많은 수의 전차를 현역 부대나 예비군으로 유지하고 있기 때문이다. 입증된 대안이 없으며, 전차는 최근 분쟁에서 비교적 좋은 성과를 보였다.
전차는 여전히 여러 종류의 대전차 무기에 취약하고 경량 차량보다 병참적으로 요구 사항이 많지만, 이러한 특성은 최초의 전차에도 해당되었다. 직접 사격 전투에서 전차는 지상 기반 전쟁 시스템 중 최고의 생존력과 화력 조합을 제공한다. 이 조합이 비용에 비례하여 특히 유용한지는 논쟁의 여지가 있다. 매우 효과적인 대전차 시스템, IFV, 그리고 공중 기반 지상 공격 시스템과의 경쟁도 존재하기 때문이다.
RPG에 대한 취약성 때문에 전차는 항상 문제를 해결하기 위해 기관총을 통한 국지 방어 기능을 갖추고 있었다. 이는 일부 경우에 문제를 부분적으로 해결했지만, 또 다른 문제를 야기했다. 기관총을 전차장이 전차 밖에서 조작해야 했기 때문에 적의 사격에 취약해졌다. 이 문제를 해결하기 위해 포방패가 만들어져 이러한 위협을 줄였지만, 문제를 완전히 해결하지는 못했다. 그래서 M1A2 TUSK (전차 도시 생존 키트) 개발이 진행되면서 원격 조종 기관총이 완성되었고, 이는 최초의 주력전차 중 하나가 되었다. M60A2에 장착된 20mm 원격포와 같은 다른 사례도 볼 수 있었다. CROWS (공통 원격 조종 무기 스테이션)라는 이름으로 알려진 이 원격 기관총은 기관총을 조작할 때 전차장에 대한 적의 사격 위협 문제를 해결했다. 또한 선택 사항으로 유탄 발사기를 장착할 수 있다.
아마도 이번 세기 전차의 주요 진화 원천 중 하나는 능동방호체계일 것이다. 15년 전까지만 해도 장갑(반응장갑 또는 수동장갑)만이 대전차 자산에 대한 유일한 효과적인 조치였다. 가장 최근의 능동방호체계(이스라엘의 트로피 및 아이언 피스트와 러시아의 아레나 포함)는 RPG 및 미사일 공격에도 높은 생존성을 제공한다. 이러한 종류의 시스템이 더욱 발전하고 현대 전차 및 장갑차 함대에 통합된다면, 장갑-대전차 방정식은 완전히 바뀔 것이다. 따라서 21세기 전차는 작전 능력 면에서 완전히 부활할 것이다.

## 같이 보기
- 제1차 세계 대전 전차의 비교
- 경작기 6호
- G-넘버 (미국 전차)

## 내용주
1. ↑  1915년 12월 9일, 모의 장갑 운전석으로 개조된 베이비 홀트는 ... 수앙의 험지 코스에서 시연되었다.[34]

### 자료
- U.S. Army Armor School. US Army Armor in Vietnam. Special Text 17-1-3. Fort Knox, Kentucky, October 1970.
- Starry, Donn, A. General. Mounted Combat in Vietnam. Vietnam Studies. Department of the Army. Washington, D.C., 1978.
- Dwyer, Gray E. (1924년 8월 9일). “Story of the Tanks; De Mole's Travelling Caterpillar Fort; Remarkable Letter From Perth in 1914”. 디 아거스. 6, col. A면. 2010년 4월 3일에 확인함.
- Macksey and John H. Batchelor, Kenneth (1970). 《Tank: A History of the Armoured Fighting Vehicle》. New York: Charles Scribner's Sons.
- Zaloga and James Grandsen, Steven J. (1984). 《Soviet Tanks and Combat Vehicles of World War Two》. London: Arms and Armour Press. ISBN 0-85368-606-8.
- Tucker, Spencer (2004). 《Weapons and Warfare: An illustrated history of their impact》. ABC-CLIO. ISBN 1-57607-996-1.
- Tucker, Spencer; Roberts, Priscilla Mary, 편집. (2005). 《World War I: Encyclopedia》. ABC-CLIO. ISBN 1-85109-420-2.
- Gudmundsson, Bruce I. (2004). 《On Armor》. Greenwood Publishing Group. ISBN 0-275-95019-0.
- Gougaud, Alain (1987). 《L'Aube de la Gloire, Les Autos-Mitrailleuses et les Chars Français pendant la Grande Guerre》. Musée des Blindés. ISBN 2-904255-02-8.
- Harris, J. P. (1995). 《Men, Ideas and Tanks: British Military Thought and Armoured Forces, 1903–39》. Manchester: Manchester University Press. ISBN 978-0-7190-4814-2.
- Fletcher, David (1998). 《Armoured Fighting Vehicles of the World: AFVs of World War One》. Duncan Crow and Maj. Gen. N. W. Duncan. Cannon Books. ISBN 1-899695-02-8.